# Rhin
Ne doit pas être confondu avec Rhin (Brandebourg).
Pour les articles homonymes, voir Rhin (homonymie).
Le Rhin (en français /ʁɛ̃/ , en allemand : Rhein, en néerlandais : Rijn, en italien : Reno, en romanche : Rein) est un fleuve international d'Europe centrale et de l'Ouest, long de 1 233 km. Il est la colonne vertébrale de l'Europe rhénane, l’espace économique le plus dynamique d’Europe et l’un des grands lieux de puissance du monde. Son bassin versant, de 198 000 km2, comprend le Liechtenstein, la majeure partie de la Suisse et du grand-duché de Luxembourg, une partie de l'Autriche, et de la Belgique, de grandes parties de l'Allemagne et des Pays-Bas et une partie de la France et il s'agit du plus long fleuve se déversant dans la mer du Nord et de l'une des voies navigables les plus fréquentées du monde. Il fournit de l'eau potable à plus de 30 millions de personnes.
Il donne son nom à la Rhénanie, une région de l'Ouest de l'Allemagne, à deux länder de l'Allemagne — la Rhénanie-du-Nord-Westphalie (Nordrhein-Westfalen) et la Rhénanie-Palatinat (Rheinland-Pfalz) — ainsi qu'aux deux départements français du Haut-Rhin et du Bas-Rhin.
Parmi les villes les plus grandes et importantes sur le Rhin se trouvent Rotterdam, Cologne, Strasbourg et Bâle.

## Généralités

### Statistiques
Le Rhin, considéré pendant plusieurs décennies comme mesurant 1 320 km, a en fait une longueur de 1 232,7 km. Bruno Kremer, biologiste à l'université de Cologne, a soulevé début 2010 la question de la longueur exacte du Rhin, soupçonnant une inversion de chiffre, ensuite reproduite dans les autres documents,. La Commission internationale pour l'hydrologie du bassin du Rhin a tranché la question en janvier 2015, en faveur des 1 232,7 km, après avoir compilé les données que lui ont transmises des autorités suisses, allemandes et néerlandaises.
Une longueur de 883 km est accessible aux navires à grand gabarit. À son embouchure, son débit moyen est d'environ 2 330 m3/s ; le maximum mesuré a atteint 12 000 m3/s (en 1926), le minimum 600 m3/s (en 1947). Le bassin versant du Rhin recouvre 198 000 km2.

### Bassin

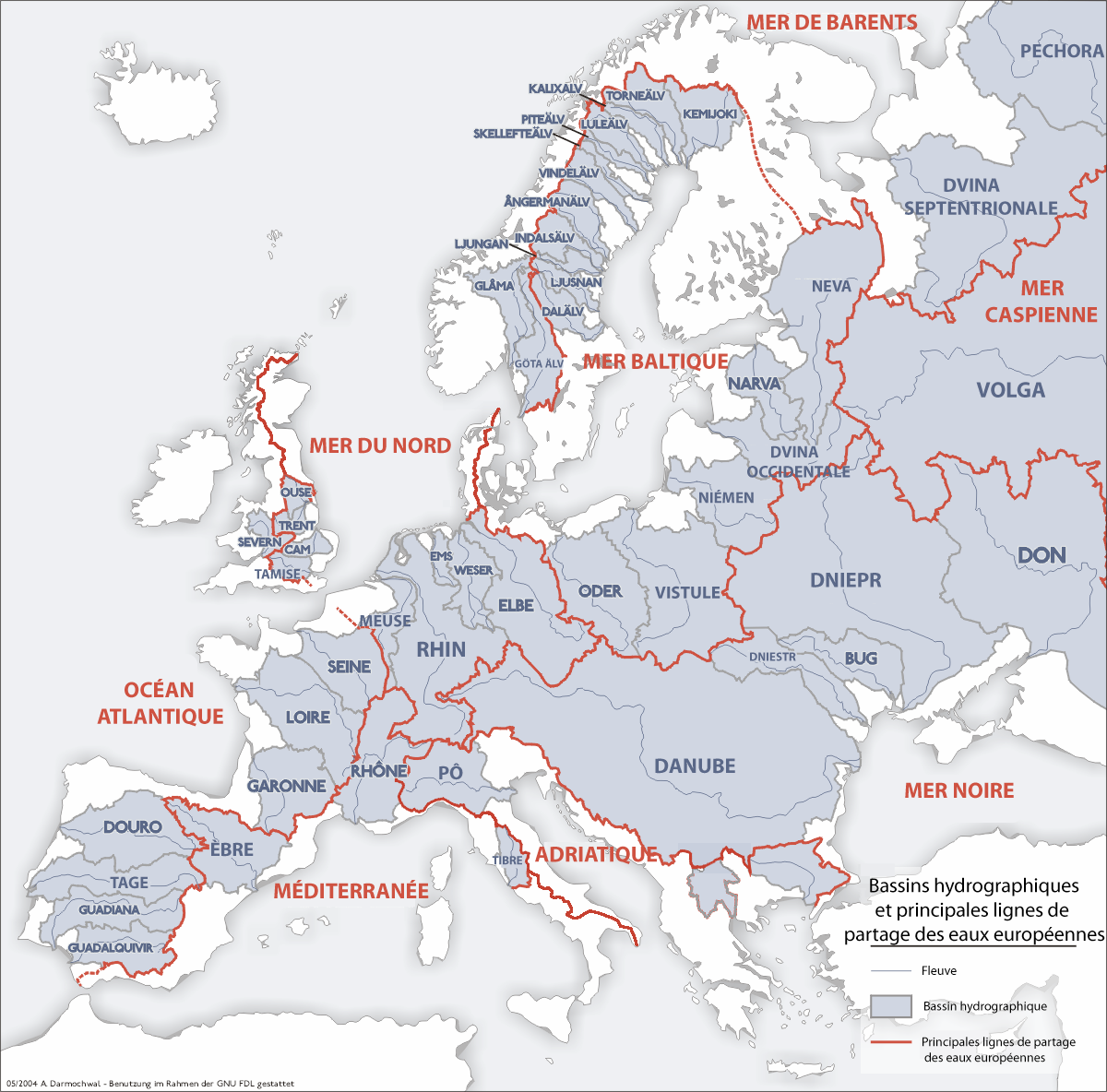
Carte des principaux bassins versants européens.

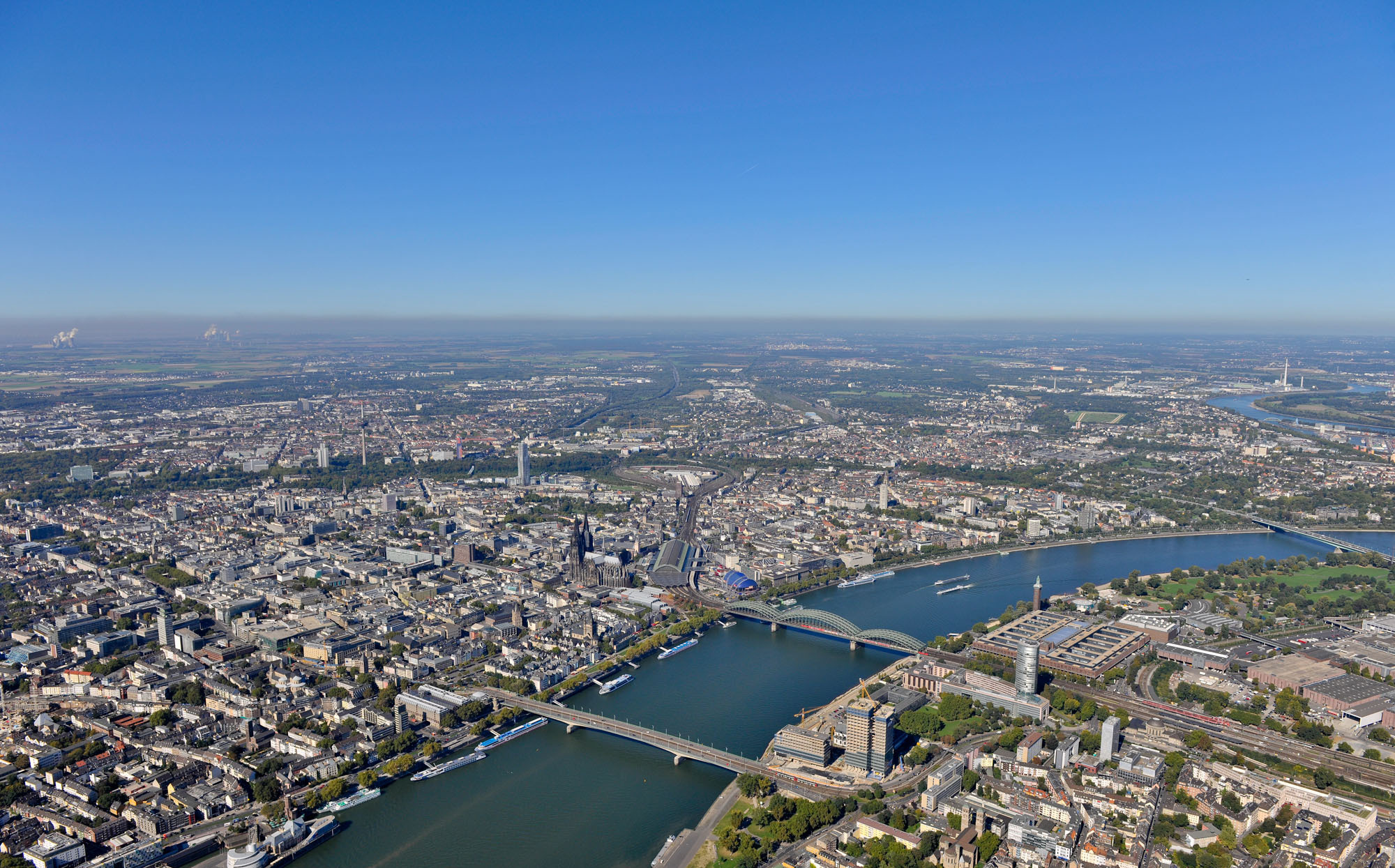
Cologne, la plus grande ville sur le Rhin.

Le bassin du Rhin est limitrophe (à partir de l'ouest et dans le sens des aiguilles d'une montre) des bassins de la Meuse, de l'Ems, de la Weser et de l'Elbe (tous se déversant dans la mer du Nord), du Danube (mer Noire), du Pô (mer Adriatique) et du Rhône (mer Méditerranée). Le Rhin s'écoule dans une direction générale nord-nord-ouest le long de régions naturelles très différentes comme les Alpes, les Préalpes suisses, le plateau suisse, le fossé rhénan, le seuil des moyennes montagnes ou la plaine du Rhin inférieur (en). Son bassin s'étend également en France (une moitié environ du Grand Est) presque tout le Luxembourg, et draine également les eaux de la Sûre  en Belgique et du Reno di Lei en Italie.
Le fleuve traverse la Suisse, l'Allemagne et les Pays-Bas. Il sert de frontière à la Suisse avec le Liechtenstein, avec l'Autriche et avec l'Allemagne. Il marque la frontière entre l'Allemagne et la France.
Le bassin versant du Rhin mesure environ 198 000 km2 et se déploie dans neuf pays :
- Suisse : 28 000 km2 (plus de la moitié de la surface du pays essentiellement par son affluent l'Aar) ;
- Italie : moins de 100 km2 ;
- Liechtenstein : 160 km2, tout le pays ;
- Autriche : 2 400 km2 ;
- Allemagne : 106 000 km2, presque un tiers du pays ;
- France : 24 000 km2 ;
- Luxembourg : 2 500 km2, presque tout le pays ;
- Belgique : moins de 800 km2 ;
- Pays-Bas : 34 000 km2, plus des trois quarts du pays.

### Hydronymie
Le nom du fleuve est issu du celtique rēnos « rivière, fleuve », à l'origine « qui coule, flot ». Le mot celtique est continué par le vieil irlandais rían « océan mer ». Le nom latin du fleuve Rhēnus est une latinisation du mot celtique avec un h intercalaire non étymologique et une désinence -us latine.
Le nom du Rhin est Rhein en allemand (Rhīn en vieux haut allemand), Rijn en néerlandais et Rein en romanche, et aussi « le Rhin » en français.
Le mot procède de l'indo-européen * h3reiH-. Cet étymon est commun au latin rivus, à l'espagnol río « rivière », au sanskrit rétah « flot », au vieux slave rĕka « fleuve ».

## Géographie

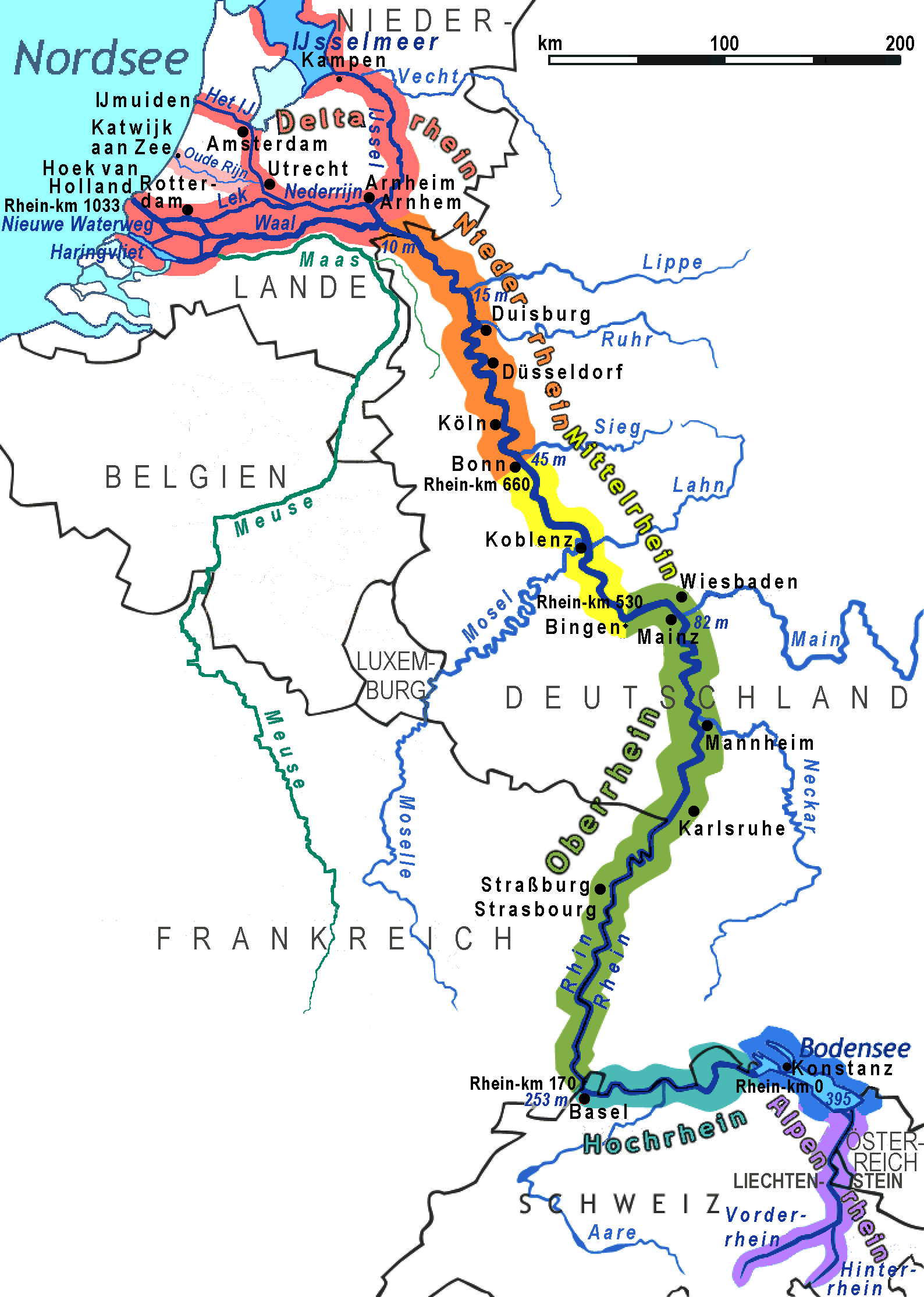
En violet : le Rhin antérieur, le Rhin postérieur, le Rhin alpin et le lac de Constance ; en bleu : le Lac de Constance ; en turquoise : le Haut-Rhin ; en vert : le Rhin supérieur ; en jaune : le Rhin moyen ; en orange : le Rhin inférieur ; en rosé son delta.

Le Rhin prend sa source dans les Alpes suisses, dans le canton des Grisons, au sud du col de l'Oberalp dans la vallée du Rhin antérieur. Le cours officiel du Rhin débute à la source du Rhin antérieur, qui ne prend le nom de « Rhin » qu’à partir de son confluent avec le Rhin postérieur. Il tourne alors vers le nord et parcourt la vallée du Rhin alpin.
Il fait ensuite un passage par les deux parties du lac de Constance : d’abord l’Obersee (« lac supérieur »), puis reprend une allure fluviale sur 4 km avec le nom Seerhein (« Rhin du lac »), pour aboutir à l’Untersee (« lac inférieur »).
Puis, il continue vers l’ouest par les chutes près de Schaffhouse et conflue avec l'Aar, au débit supérieur, en amont de Bâle. Par le coude du Rhin de Bâle, le fleuve tourne au nord pour devenir la frontière naturelle entre la France et l'Allemagne sur sa partie Est. En s’orientant vers la mer du Nord au milieu de la plaine supérieure du Rhin, il reçoit l'Ill et la Lauter à l'ouest, le Neckar à l'est.
À Mayence, il reçoit le Main et tourne à l'ouest, pour traverser ensuite vers le nord le massif schisteux rhénan, où il grossit de la Lahn par l'est et de la Moselle par l'ouest à Coblence. Dans cette section, la vallée du fleuve se resserre et s'encaisse, c'est ce qu'on appelle la « vallée héroïque », dominée par de nombreux châteaux médiévaux chargés d'histoire et de légendes - la plus connue étant celle de la Lorelei.
À Bonn, ancienne capitale de l'Allemagne de l'Ouest, il entre dans la plaine avant de traverser Cologne, métropole de plus d'un million d'habitants, puis Düsseldorf, capitale de la Rhénanie-du-Nord-Westphalie. À Duisbourg, où se trouve le plus grand port fluvial européen (le « Duisburg-Ruhrorter Häfen »), le Rhin reçoit la Ruhr puis à Wesel, la Lippe. Peu après Emmerich, il entre aux Pays-Bas et finalement se jette dans la mer du Nord en mêlant partiellement ses eaux avec celles de la Meuse dans un grand delta.
Son lit traverse ou longe six pays : la Suisse, le Liechtenstein, l'Autriche, l'Allemagne, la France et les Pays-Bas. Il constitue une frontière naturelle entre la Suisse et le Liechtenstein, en grande partie entre la Suisse et l'Autriche, entre l'Allemagne et la Suisse et, en partie, entre l'Allemagne et la France. Il traverse ce que l'on nomme l'Europe rhénane, région la plus dynamique d'Europe et l'une des plus dynamiques du monde.

### Parcours

#### Sources

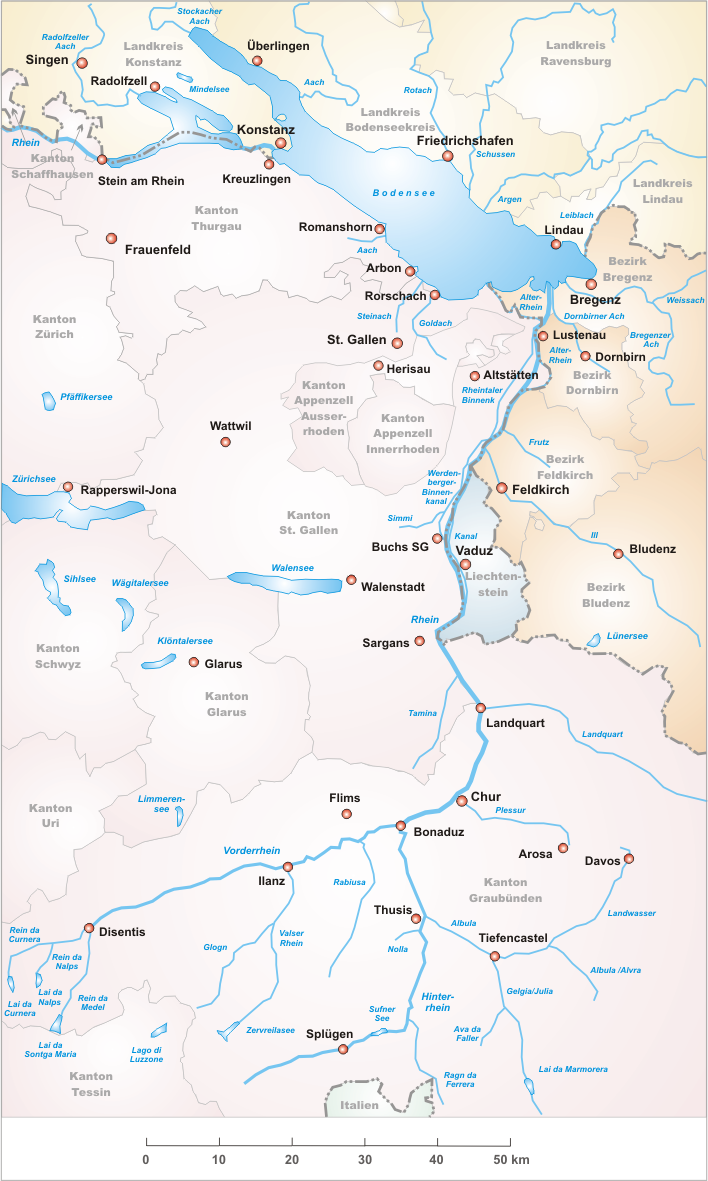
Carte du parcours du Rhin, depuis ses sources jusqu'au lac de Constance.

Le Rhin prend son nom à partir de la confluence du Rhin antérieur et du Rhin postérieur, à Tamins dans le canton des Grisons, dans l'Est de la Suisse. En amont de cette confluence, le bassin des deux cours d'eau qui forment le Rhin s'étend sur une vaste zone ramifiée depuis le massif du Saint-Gothard à l'ouest jusqu'au « val di Lei » au sud (en Italie) et Davos à l'est.
Les cinq plus gros cours d'eau du bassin sont le Rhin antérieur, le Rhin postérieur, l'Albula, la Landwasser et la Julia.
Le Rhin antérieur est issu de plusieurs sources dans l'Ouest du Surselva et se dirige ensuite vers l'est. L'une de ces sources, située au lac de Toma à 2 345 m d'altitude, est généralement considérée comme la source du Rhin ; le lac s'écoule ensuite dans le Rein da Tuma (de). Le lac de Toma n'est pas la source la plus lointaine du Rhin, ce qualificatif revenant à la source du Rein da Medel (de). Le Rein da Tuma est également plus court que le Rein da Maighels (de), le Rein da Curnera (de) et le Dischma. Dans son cours inférieur, le Rhin antérieur traverse la gorge de la Ruinaulta.
Le Rhin postérieur est légèrement plus court que le Rhin antérieur. Il prend sa source sur les flancs du Rheinwaldhorn dans le massif de l'Adula, près de la frontière entre les Grisons et le Tessin, puis se dirige tout d'abord vers l'est avant d'obliquer vers le nord.
Le Rhin postérieur est rejoint près de Sils im Domleschg par l'Albula. L'Albula est lui-même alimenté par la Julia et la Landwasser. La source de l'Albula se situe à Bergün/Bravuogn, celle de la Julia au-dessus de Bivio au col du Julier et celles de la Landwasser dans la vallée de Davos.
La source du cours d'eau le plus méridional, le Reno di Lei, se situe en Lombardie au lac de Lei.

#### Rhin alpin

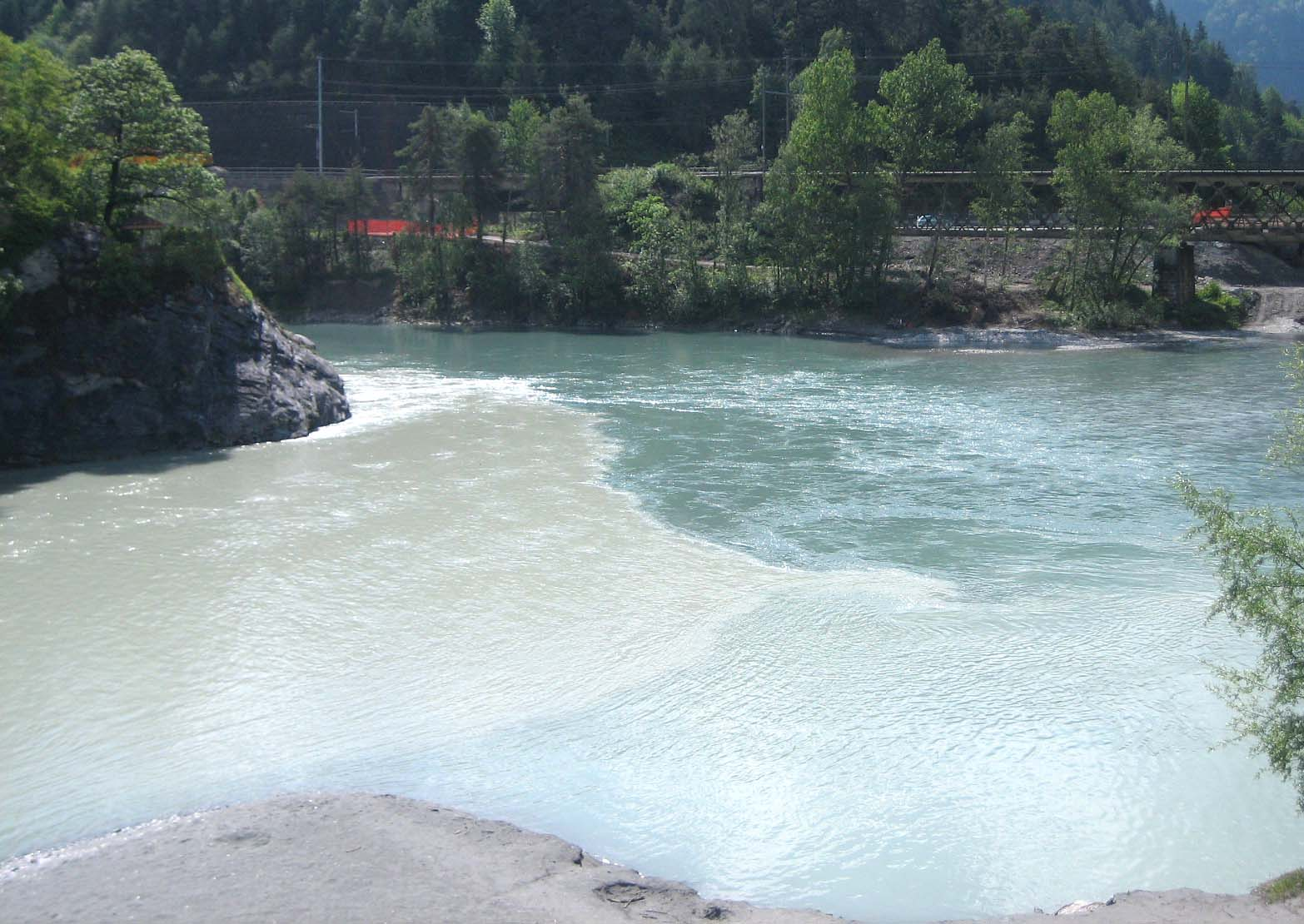
Confluence des Rhin antérieur et postérieur à Bonaduz.

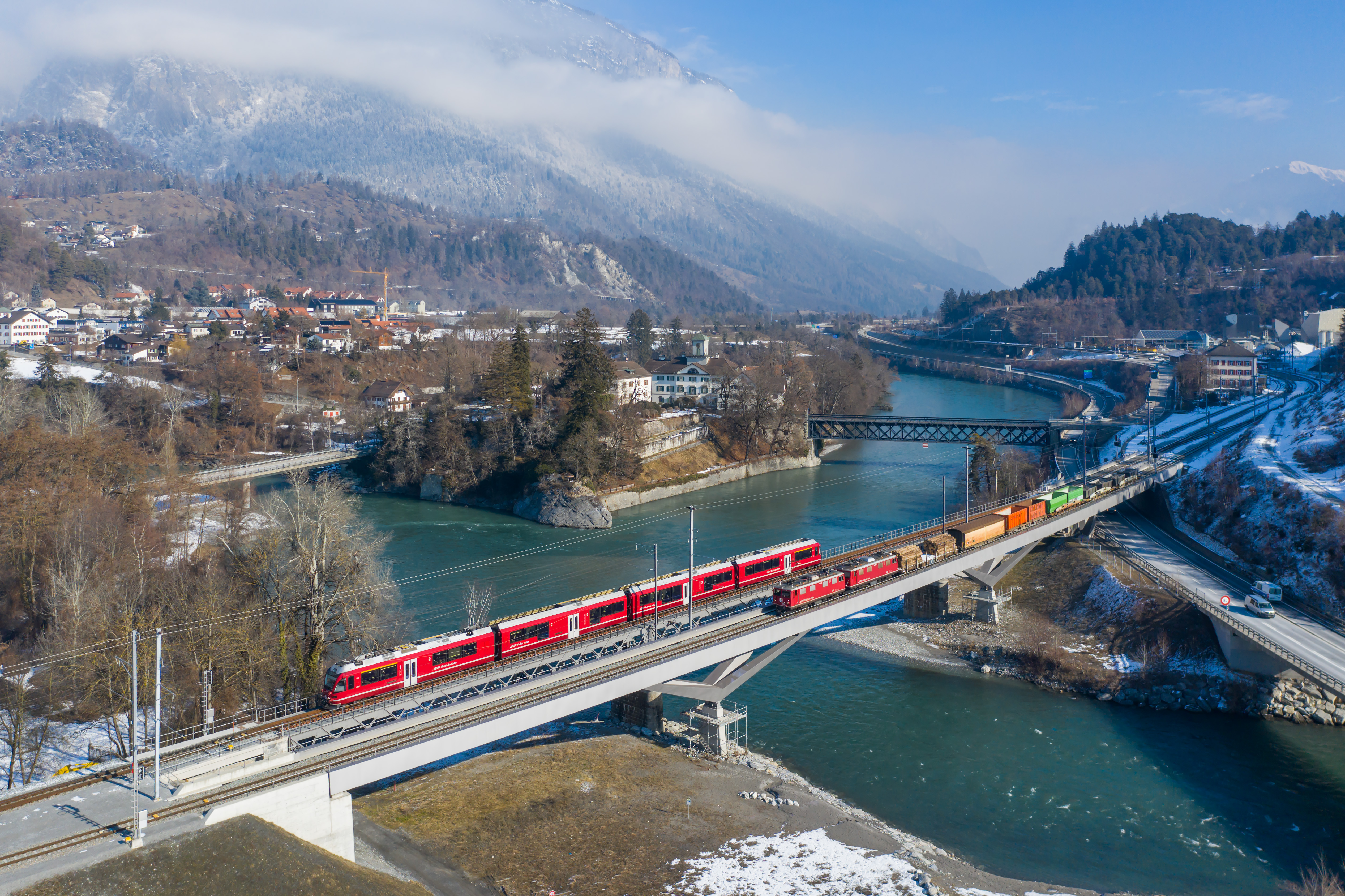
Confluence du Rhin antérieur et du Rhin postérieur formant le Rhin. Le paysage montre également les villes de Reichenau (Grisons) et Tamins. Deux trains passent le pont. Février 2021.

Le Rhin antérieur et le Rhin postérieur confluent à Bonaduz pour former le Rhin alpin (Alpenrhein en allemand). À Coire, celui-ci s'oriente de façon marquée vers le nord. Entre Bonaduz et le lac de Constance, il parcourt 86 km et passe de 599 m d'altitude à 396 m. Il s'écoule dans ce qui porte le nom de « vallée du Rhin » (de), une vallée glaciaire alpine. Près de Sargans, la ligne de partage des eaux entre le Rhin et l'Aar n'est située qu'à quelques mètres au-dessus de la cote maximale du Rhin. Le Rhin alpin forme après Sargans la frontière entre le Liechtenstein et la Suisse, puis une partie de la frontière entre l'Autriche et la Suisse.
Le Rhin se jette dans le lac de Constance sous la forme d'un petit delta intérieur, délimité à l'ouest par l'Alter Rhein et à l'est par le « Rhin canalisé ». Ce delta constitue en plusieurs endroits une réserve naturelle et ornithologique comprenant les localités autrichiennes de Gaißau, Höchst et Fußach.

#### Lac de Constance

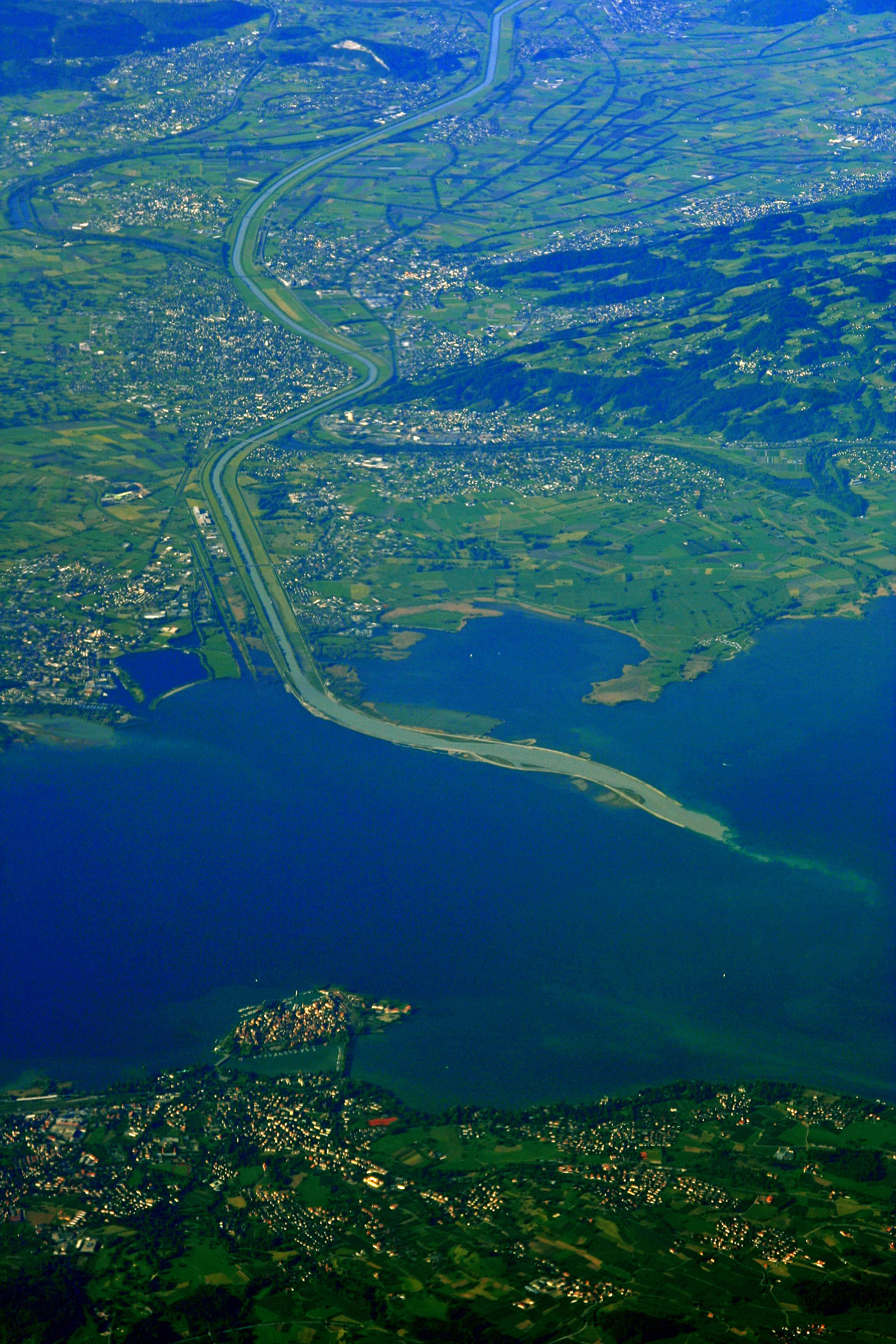
Le « Rhin canalisé » à son embouchure dans le lac de Constance. L'Alter Rhein est visible à droite de l'image.

Le Rhin alpin se déverse dans le lac de Constance. Celui-ci est constitué de deux lacs distincts, l’Obersee (en français, le « lac supérieur »), le plus grand des deux, et l’Untersee (« lac inférieur »), reliés par un cours d'eau de 4 km de long, le Seerhein (« Rhin du lac »).
Le Rhin quitte l’Untersee au niveau de Stein am Rhein, une soixantaine de kilomètres à l'ouest de son arrivée dans le lac de Constance.

#### Haut-Rhin

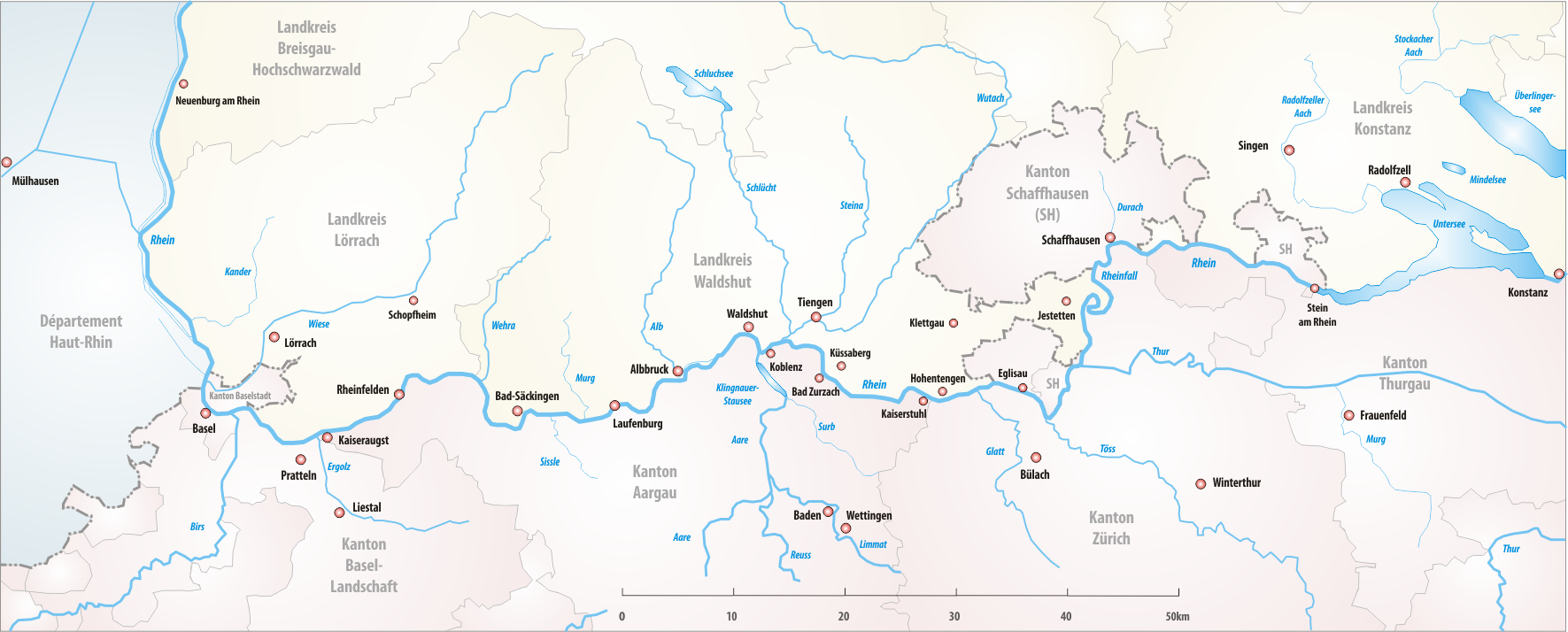
Carte de la région traversée par le Haut-Rhin.

Après Stein am Rhein, à l'extrémité ouest du lac de Constance, débute le Haut-Rhin — en allemand : Hochrhein —. Le fleuve coule vers l'ouest et passe de 395 m d'altitude à 252 m.
En aval de Schaffhouse, les chutes du Rhin qui affichent un débit moyen de 373 m3/s (700 m3/s en été) se révèlent être les deuxièmes chutes d'eau les plus puissantes d'Europe après celles de Dettifoss en Islande. De nombreux barrages ponctuent le Haut-Rhin, les parties naturelles présentant plusieurs rapides. À Koblenz (Suisse), l'Aar, plus court mais plus puissant avec un débit 557 m3/s, rejoint le Rhin. Ce dernier affiche un débit de 439 m3/s.
Le Haut-Rhin délimite sur la majorité de son cours la frontière entre l'Allemagne et la Suisse. La Suisse s'étend sur la rive nord à Stein am Rhein, à Schaffhouse ainsi qu'à Riehen, près de Bâle. Symétriquement, une petite portion de la ville allemande de Constance se situe au sud du Rhin.

#### Rhin supérieur

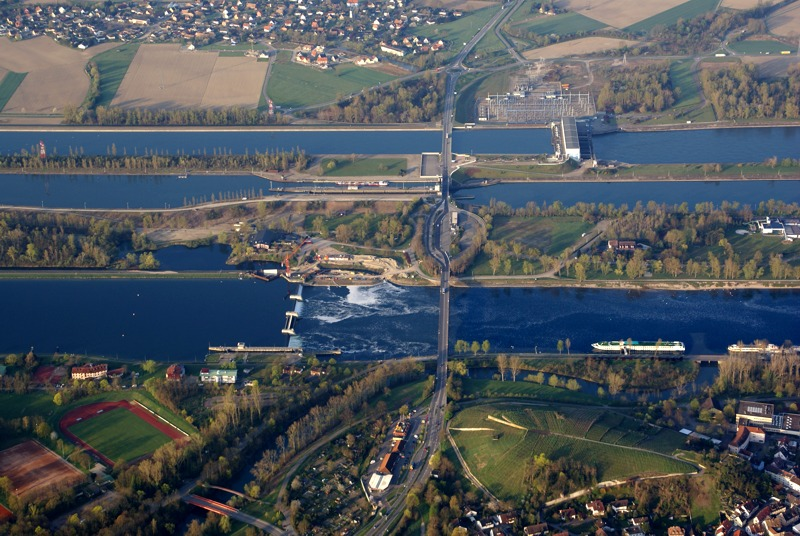
Le Rhin (au premier plan) et le canal latéral au Rhin (derrière) près de Vieux-Brisach.

Dans le centre de Bâle, la première grande ville sur le parcours du fleuve, le Rhin forme un coude et se dirige vers le nord. Le pont Mittlere Brücke qui se situe au centre du coude délimite le Haut-Rhin et le Rhin supérieur. Celui-ci s'écoule sur environ 300 km à travers le fossé rhénan, passant de 252 m d'altitude à 75 m. Il est rejoint par l'Ill près de Strasbourg, par le Neckar à Mannheim et par le Main en face de Mayence.
La moitié sud du Rhin supérieur forme la frontière entre l'Allemagne et la France. Plus au nord, le fleuve sépare la Rhénanie-Palatinat à l'ouest, du Bade-Wurtemberg et de la Hesse à l'est.
Le Rhin supérieur a fait l'objet de travaux de rectification et d'aménagements très importants entre 1817 et 1876, qui ont permis de restreindre ses débordements et de le rendre navigable à partir de 1907.

#### Rhin moyen
Le Rhin moyen est une section entièrement allemande, limitée par Bingen am Rhein en amont et Bonn en aval. Cette portion est notamment célèbre pour ses gorges entre Rüdesheim am Rhein et Coblence (le Rhin moyen supérieur). La vallée du Haut-Rhin moyen est en effet préservé au titre du patrimoine mondial de l'UNESCO. Près de Saint-Goarshausen se trouve le rocher de la Lorelei, la créature de légende qui a inspiré des auteurs romantiques allemands, tels que Heinrich Heine. Le Rhin a également alimenté la saga des Niebelungen dont une partie de l'intrigue se situe sur les collines des Siebengebirge à proximité de Königswinter, au sud de Bonn.

#### Rhin inférieur
En aval de Cologne, le Rhin amorce son dernier tronçon dans la plaine de l'Europe du Nord et forme le Rhin inférieur. Ses eaux s'écoulent lentement au cœur de vastes méandres, recevant successivement sur sa rive droite la Ruhr, l'Emscher, et la Lippe. Peu après Emmerich, le Rhin s'oriente vers l’ouest et entre aux Pays-Bas. Il se divise ensuite en trois bras principaux, l'IJssel vers le nord, le Lek et la Waal vers l'ouest.
Le delta qu’il formait étendait autrefois ses innombrables ramifications auxquelles venaient s'ajouter les bras de la Meuse, multipliant les risques d'inondation. Face à cette menace, les Hollandais ont modifié l'embouchure de la Meuse. Le fleuve est contraint aujourd'hui de se jeter dans l'estuaire du Hollands Diep. La plupart des terres environnantes sont situées au-dessous du niveau de la mer, et constituent un paysage de polder très particulier.

#### Delta du Rhin

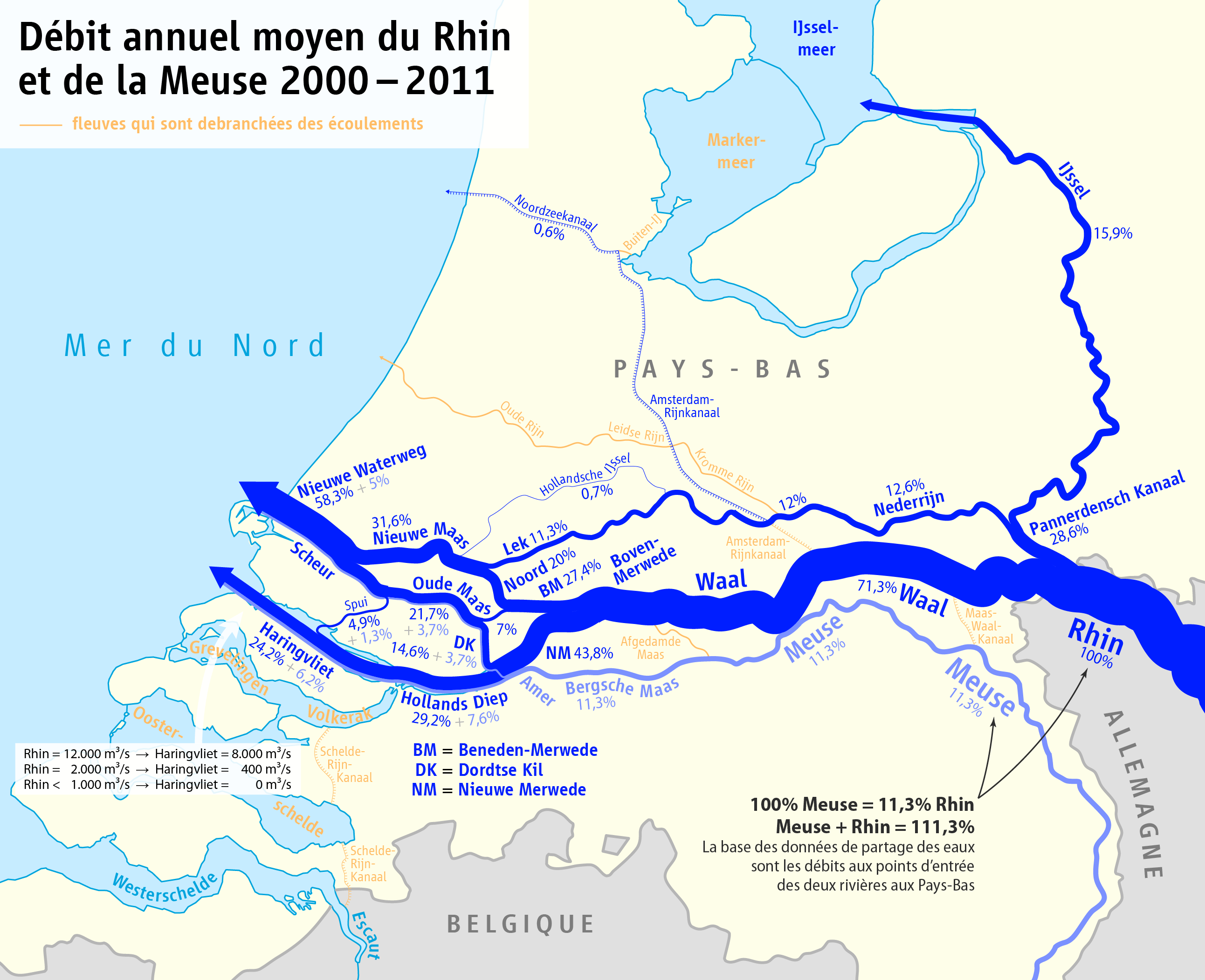
Le delta du Rhin.

Peu après son entrée dans les Pays-Bas, le Rhin forme un grand delta en se divisant d'abord en deux bras, le Nederrijn (« Rhin inférieur ») et le Waal, ce dernier étant l'émissaire principal du fleuve. À Arnhem, le Nederrijn se divise en deux bras, le Nederrijn et l'IJssel, ce dernier bifurquant vers le nord pour se jeter dans l'IJsselmeer.
La Waal continue quant à elle sa course vers l'ouest, et ce sans se diviser ; elle change de nom à plusieurs reprises : Merwede supérieure, Merwede inférieure, Nouvelle Merwede et Nouvelle Meuse, cours d'eau reliés à de nombreux autres, dont le Noord et le Dordtsche Kil. Elle court jusqu'au Biesbosch, marécages boisés où les eaux du Rhin et de la Meuse se mélangent. Une partie de ses eaux est déviée par un canal qui les conduit vers Rotterdam où elles confluent avec le Lek (en fait la suite du Nederrijn) pour former la Nieuwe Maas (« Nouvelle Meuse »), se jetant dans la mer du Nord par l'intermédiaire du Nieuwe Waterweg (« nouvelle voie navigable »), un large canal au milieu du port de Rotterdam. Le cours principal, après le Biesbosch, se réunifie et prend le nom de Hollands Diep, puis de Haringvliet, où il se jette dans la mer. Enfin, la Kromme Rijn (« Rhin courbé »), qui est l'ancien cours principal du fleuve, se détache du Rhin inférieur et continue comme sous les noms de Leidse Rijn (« Rhin de Leyde ») et de Oude Rijn (« Vieux Rhin ») pour se jeter dans la mer du Nord à Katwijk.
Pour protéger les Pays-Bas des invasions marines (telles que l'inondation de 1953), tous les bras de mer du delta, à l'exclusion de l'estuaire de l'Escaut (le Westerschelde) et du Nieuwe Waterweg, ont été fermés par une série de digues ou de barrages. Dans les cas de l'Oosterscheldekering et du Maeslantkering, il s'agit de barrages mobiles ne fermant leur embouchure qu'en cas de forte tempête.

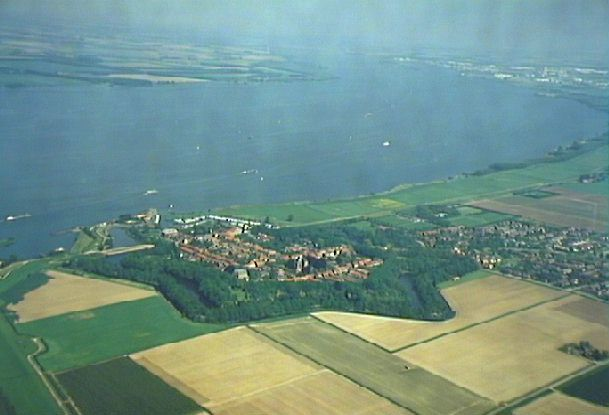
Le Rhin à Willemstad, non loin de son embouchure.
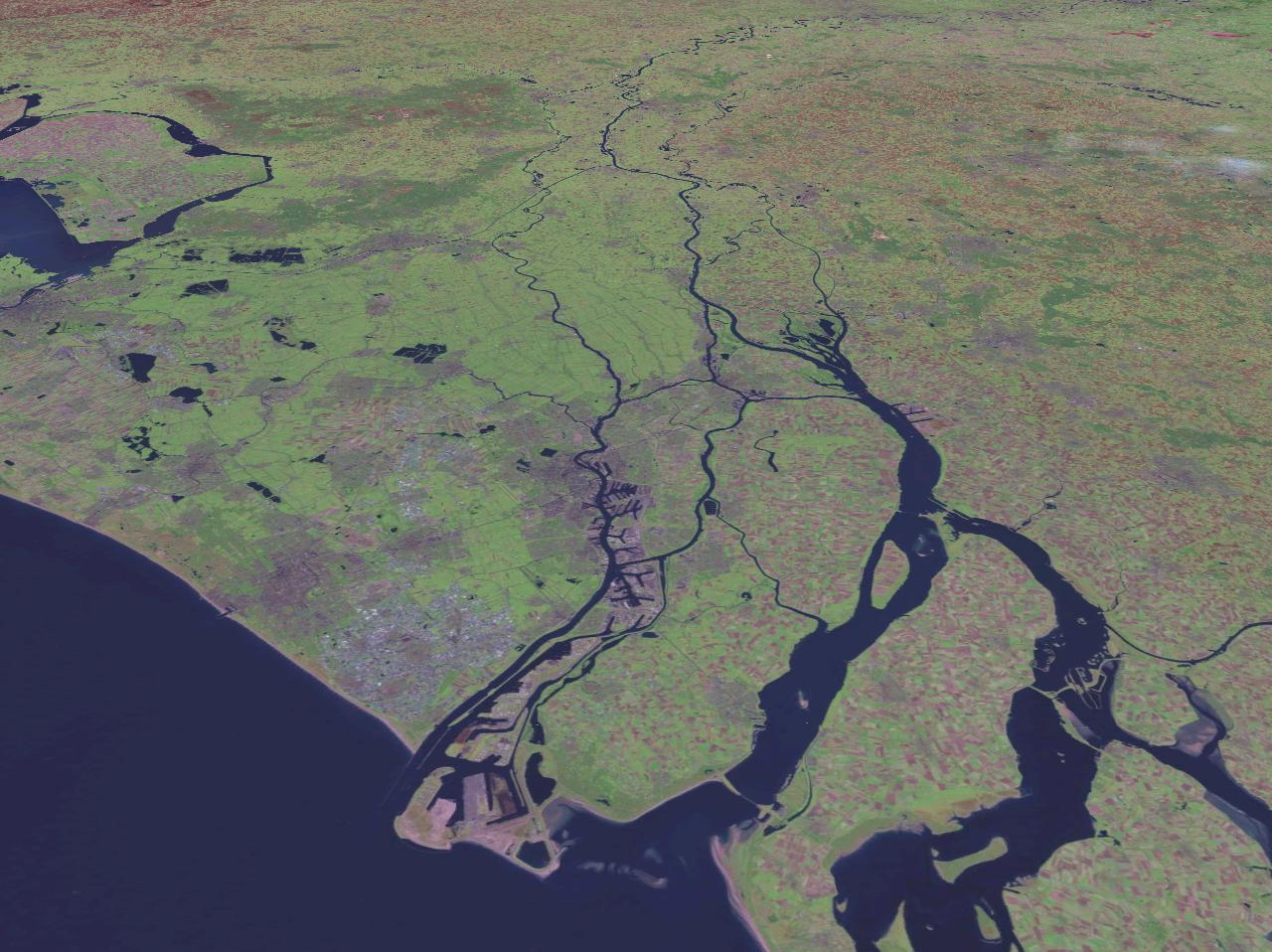
Cliché satellite des principales embouchures du Rhin.
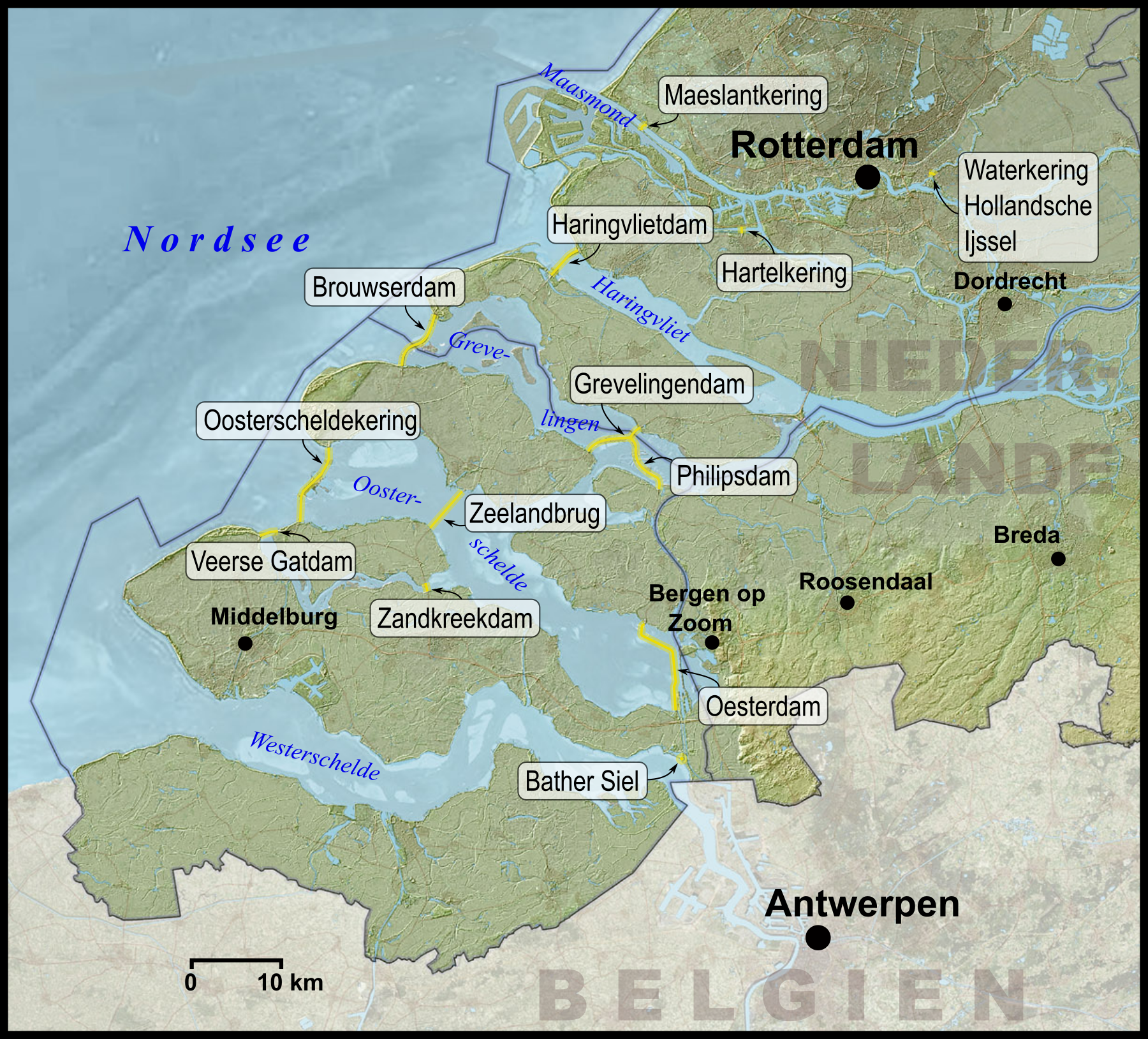
Les principales embouchures du delta du Rhin fermées par les digues et barrages du plan Delta.

### Principaux affluents
- Aar : 610 m3/s
- Ill : 58 m3/s
- Neckar : 145 m3/s
- Main : 225 m3/s
- Lahn : 54 m3/s
- Moselle : 325 m3/s
- Ruhr : 80 m3/s
- Lippe : 46 m3/s

### Régime hydrologique

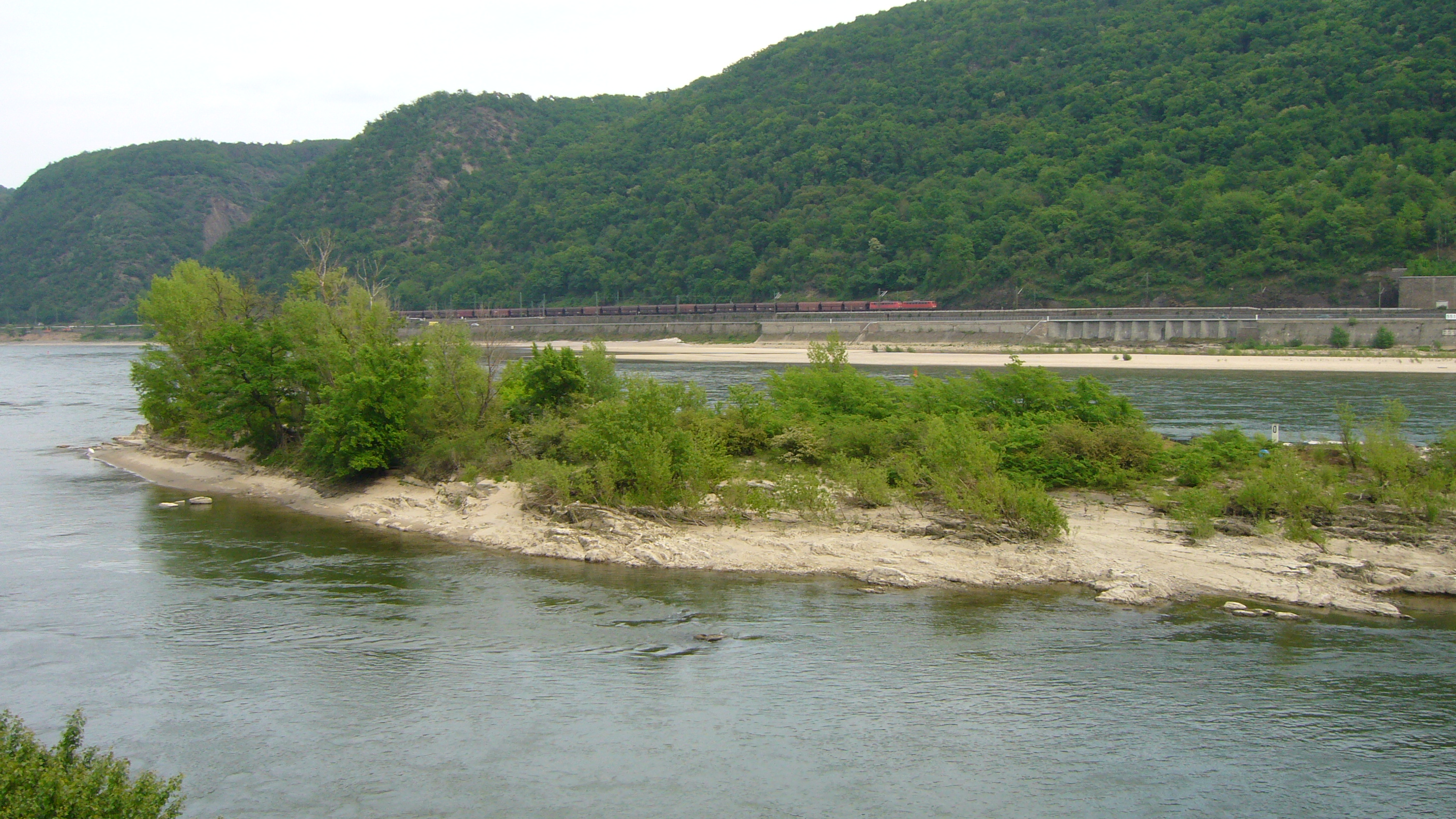
En dépit d'efforts de renaturation, les berges du Rhin restent très artificialisées, mais la pollution y a fortement diminué.

Le régime hydrologique du Rhin est généralement « harmonieux », tous ses affluents ont des apports complémentaires. Jusqu'au lac de Constance, son régime est nival. Le lac de Constance a tendance à diminuer sa vitalité. Après les chutes du Rhin, il reçoit les eaux plus abondantes et marquées par l'empreinte glaciaire. Le Rhin roulant 410 m3/s et l'Aar 610 m3/s, portent le Rhin à Bâle à 1 030 m3/s avec un maximum en juin et un minimum en janvier. Le Rhin y roule presque la moitié de son débit pour 20 % de son bassin. À Strasbourg, il reçoit l'Ill, qui lui apporte 60 m3/s, atténuant peu son régime nival. Il perdra ce régime au fur et à mesure qu'il recevra des affluents au régime pluvial avec hautes eaux d'hiver. Les apports du Neckar et du Main ont tendance à régulariser son débit. Mais c'est à Coblence que le Rhin perd son régime nival pour un régime pluvio-nival à deux maximums grâce à l'apport de la Moselle (400 m3/s), à maximum hivernal. À partir de Coblence, son maximum d'hiver dépasse celui d'été, plaçant le minimum en octobre. Son débit moyen atteint 2 000 m3/s. Il reçoit peu d'affluents importants après Coblence, à part la Lippe et la Ruhr qui portent son débit final à Lobith à 2 300 m3/s.
Il est arrivé que le Rhin soit à sec (par exemple à Cologne en 1134), ou soit source de crues importantes liées à la fonte de neige ou de fortes pluies printanières.
Le Rhin a aussi parfois été entièrement gelé en hiver sur une grande partie de son cours, par exemple en 1150 et en 1306.
Débits[Où ?] :
- février : 2 540 m3/s
- juin : 2 090 m3/s
- octobre : 1 480 m3/s

### La température de l'eau du Rhin
En hiver
Même dans un passé récent le Rhin a gelé, dont :
- le 12 février 1929, la température est descendue à −21 °C à Strasbourg et à Duisbourg ainsi que −22,8 °C à Mayence ;
- le 23 janvier 1942, la température est descendue à −23,9 °C à Strasbourg (record absolu de froid dans la ville), la traversée à pied pouvait se faire ;
- en janvier 1985, la température est descendue à environ −20 °C à Strasbourg.

Tendance au réchauffement chronique :
L'eau du Rhin s'est échauffée de 2 °C en été (près de Coblence) de 1978 à 2011, à cause du réchauffement de l'air mais aussi des rejets chauds de plusieurs centrales électriques et installations industrielles.

Des températures tropicales (25 °C et plus) sont déjà mesurées et le nombre maximum de jours successifs avec une température de l'eau dépassant 27 °C augmente de 4 jours dans la période de référence (à Coblence) à 10 jours dans un proche avenir, et sera de 17 jours dans un avenir lointain. Ceci pourrait bouleverser la chaîne alimentaire, favoriser certaines espèces potentiellement invasives et perturber les processus biologiques du Rhin.

Selon les modèles disponibles, la température de l'eau augmentera encore de 2015 à 2100 en réponse au changement climatique ; de +0,6 à +1,4 °C dans un proche avenir, puis entre +1,9 et +2,2 °C dans un avenir plus lointain. L'augmentation est plus élevée en été et moindre au printemps. Vers 2100, la hausse pourrait être de +2,7 à +3,4 °C en fin d'été et de +0,4 à +1,3 °C au printemps (par rapport à 2015).

## Histoire

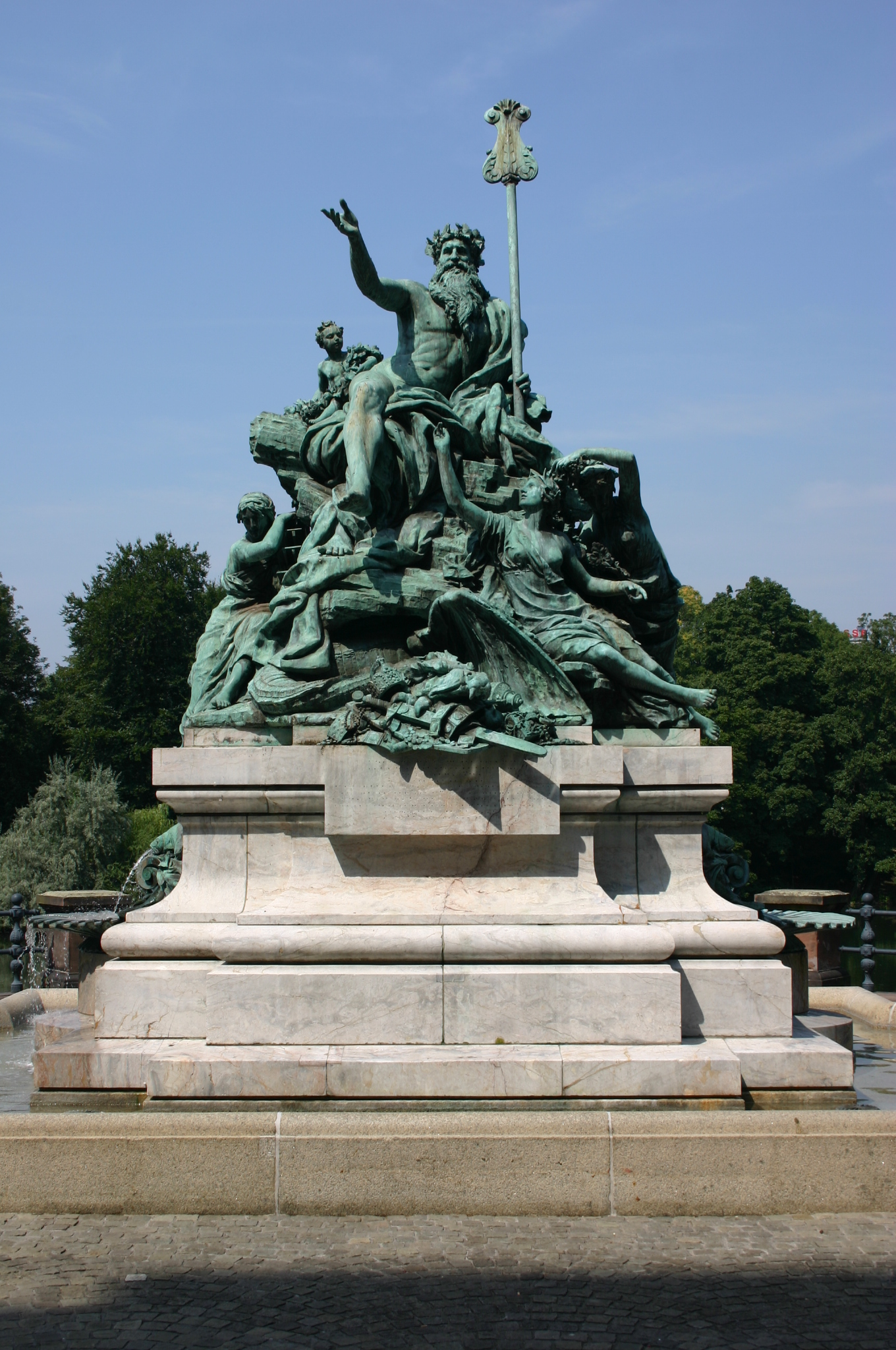
Sculpture Vater Rhein und seine Töchter représentant le Père Rhin et ses filles (Düsseldorf).

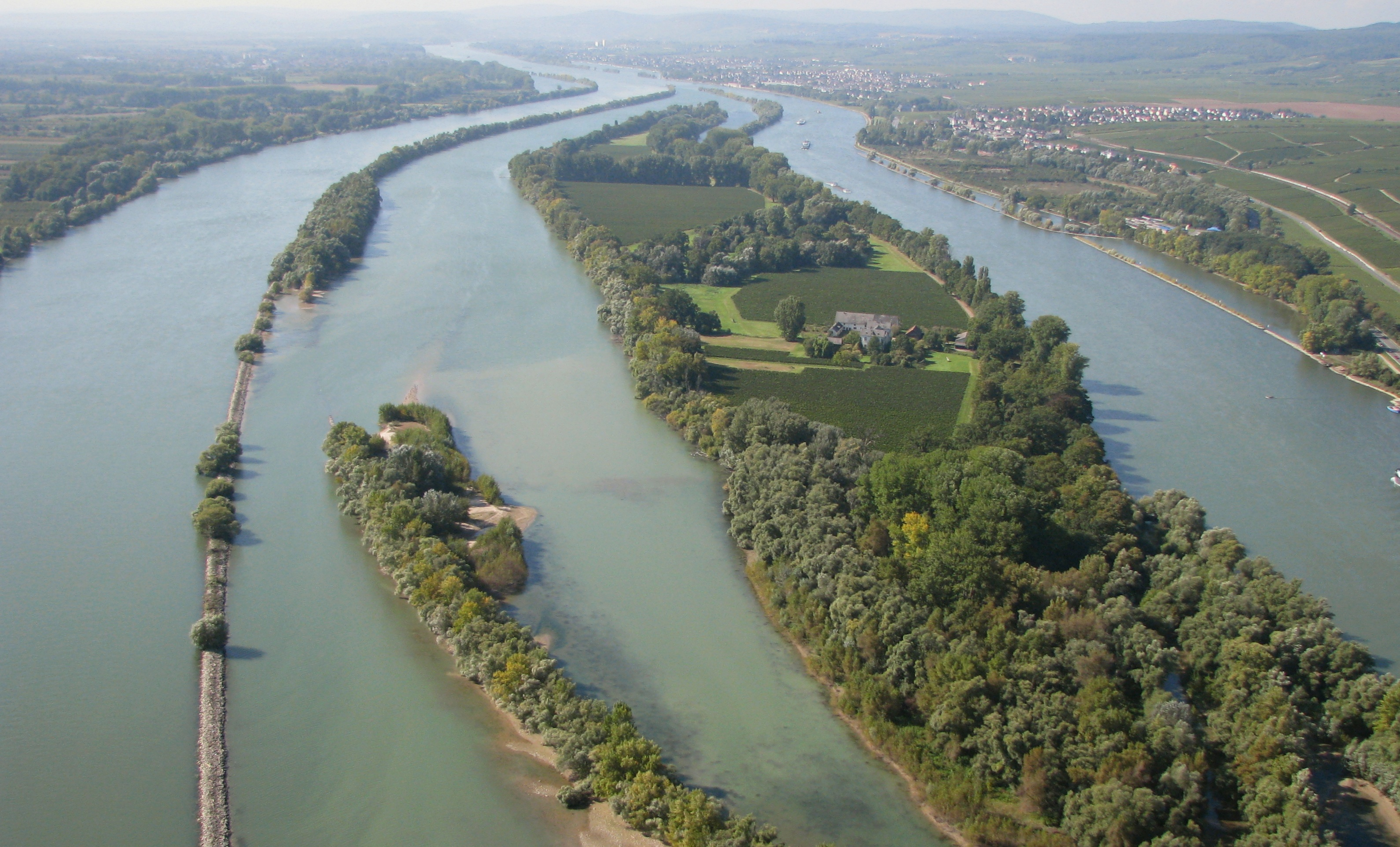
Île Mariannenaue entre Bingen am Rhein et Erbach. Avec une superficie de 68,515 ha, elle dépasse la superficie de l'île de Mainau sur le lac de Constance.

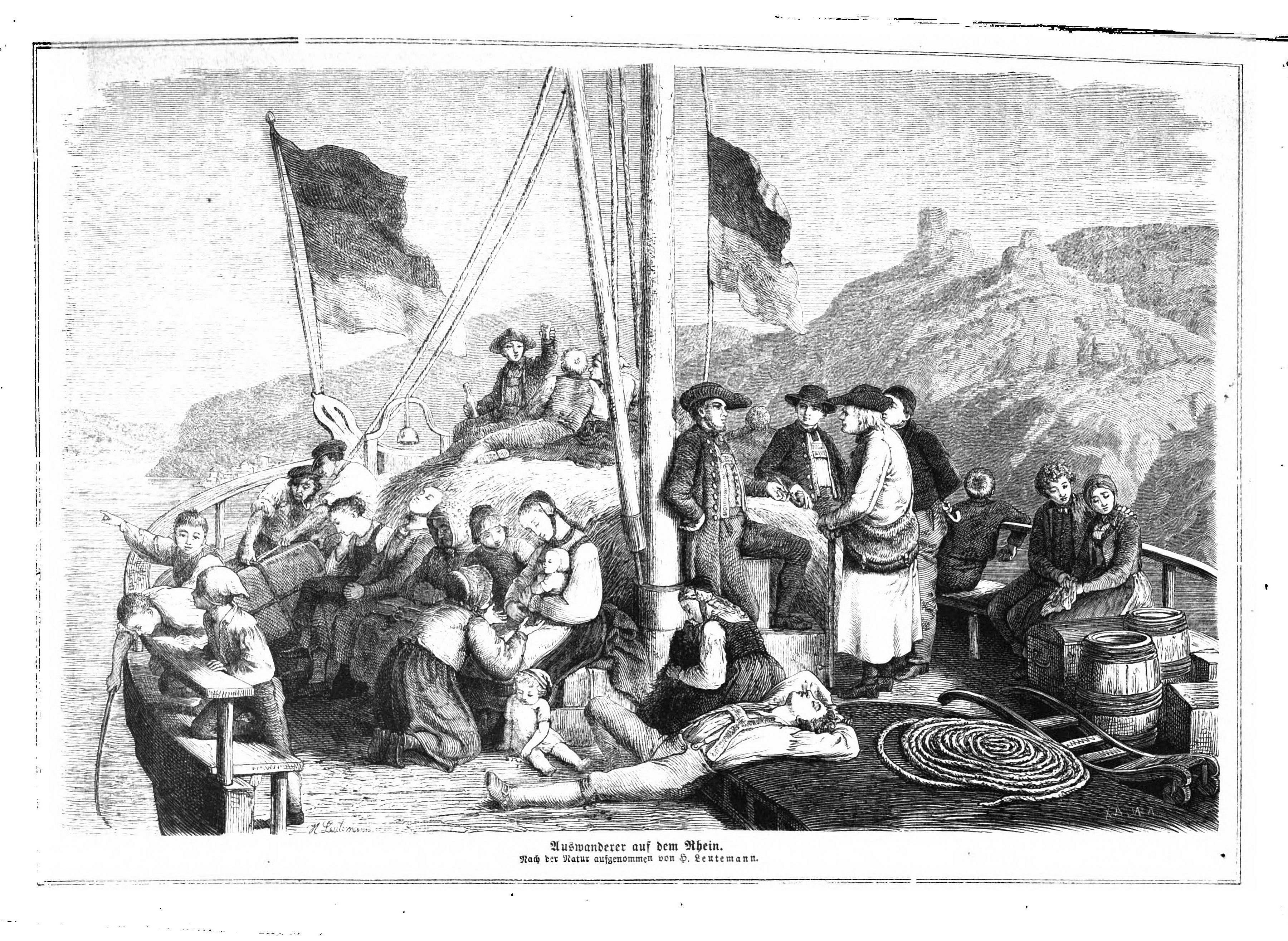
Excursion de loisirs sur le Rhin, Die Gartenlaube, 1864.

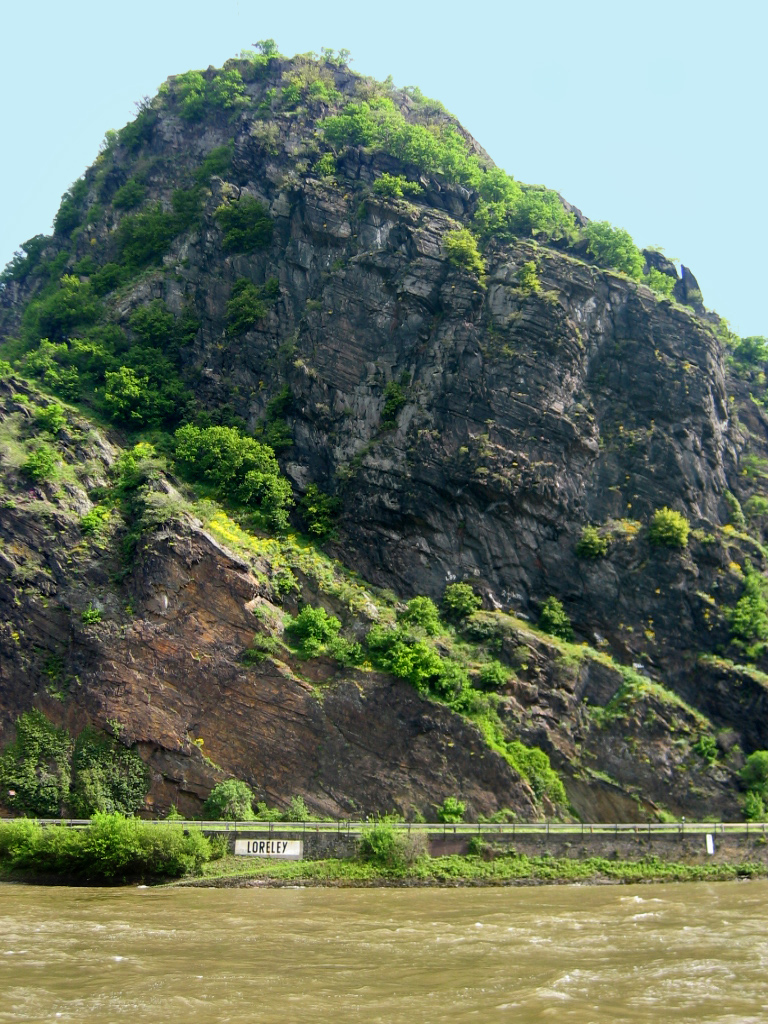
Le rocher de la Lorelei.

### Géologie
Le Rhin a vu son cours changer et surtout celui de son affluent l'Aar, au cours du Cénozoïque. Depuis, l'Aar et le Rhin s'écoulent vers la mer du Nord, entraînant des alluvions alpines à l'origine de la plus grande nappe phréatique d'Europe. Le Rhin suit en partie le rift ouest-européen.
Les pertes du Danube constituent une particularité hydrographique : une partie des eaux du Danube supérieur s'infiltrent et vont rejoindre le lac de Constance au travers du Radolfzeller Aach, depuis la résurgence de l'Aachtopf. Il s'agit là d'un phénomène de capture. Cette capture contemporaine des sources du Danube par le Rhin montre une dynamique encore à l’œuvre.

### Phénomènes climatiques

#### Sécheresses exceptionnelles
- En 1303 eut lieu une période de sécheresse exceptionnelle ; le Rhin pouvait être localement traversé à pied sec[13].

- En 2018 se déroule durant plusieurs semaines à l'automne la plus grande sécheresse ayant affecté le niveau du Rhin depuis la construction des barrages ; avec à Cologne un niveau 73 cm le 26 octobre, également bas sur presque toute la longueur du fleuve. L'été 2018 a connu les anomalies de température les plus marquées depuis 1881 (début des mesures météorologiques systématiques en Allemagne). De nombreux navires, barges et péniches ne passent plus. Seuls ceux qui ont un moindre tirant d'eau peuvent circuler, avec une charge réduite. Au même moment l'Elbe (qui dessert Hambourg, le plus grand port maritime du pays) manque d'eau également. 
Thyssenkrupp et BASF ont dû ralentir leur production, et la centrale électrique de RWE à Hamm risque de manquer de charbon. 
Dans plusieurs villes et régions rhénanes (Francfort et Cologne, en Hesse, Rhénanie-Palatinat, et en Bade-Wurtemberg), le gouvernement allemand a autorisé par décret (26 octobre) le recours exceptionnel aux réserves stratégiques d'essence, fuel et kérosène pour transporter des produits que les barges ne peuvent plus porter. Le gouvernement dispose de 6 mois de réserves dédiées à « remédier à une situation locale de crise » et c'est le 4e cas d’utilisation de ces réserves note l'hebdomadaire Wirtschaftswoche[14].

#### Inondations
L'histoire a gardé en mémoire plusieurs inondations majeures du Rhin :
- Inondations de la Sainte-Madeleine (1342) ;
- Crue de la Saint-Jean 1480, qui affecta tout le Rhin supérieur de Bâle à Cologne, dite le « déluge du Rhin ». Mêlée à celle de l'Ill en Alsace, l'inondation s'étendit autour de Strasbourg sur un rayon de 30 km alors qu’en Haute Alsace on se déplaçait en barque de Rouffach à Brisach[15]… ;
- Inondation de décembre 1740, où l'Alsace et le pays de Bade ne forment plus qu'un vaste lac joignant les Vosges et la Forêt-Noire (cote de 6 mètres à Bâle) ;
- Durant les grands froids des hivers 1784 et 1789, des débâcles désastreuses provoquent des inondations énormes au moment du redoux. Les blocs de glace charriés par les eaux emportèrent des ponts et ravagèrent particulièrement Mayence et Cologne ;
- Au XXe siècle, les crues de 1925-1926, 1955, et 1983 sur le Rhin inférieur sont particulièrement raisonnables.

#### Gels
- Lors du déclin de l'Empire romain d'Occident, l'hiver 406-407 est suffisamment froid pour que le Rhin gèle, permettant son franchissement par divers peuples fuyant les Huns.

### Le Rhin frontière
Durant la préhistoire, le Rhin et ses affluents forment une frontière naturelle – climatique, biogéographique, paysagère/environnementale – entre l'Europe occidentale et centrale, mais la région fut aussi une frontière culturelle pendant des millénaires. Au début du IIIe millénaire avant J.-C., il formait plus ou moins la frontière occidentale de la distribution paneuropéenne de la culture de la céramique cordée, et avant celle-ci il en était de même pour la culture des amphores globulaires.
Le caractère de frontière internationale du Rhin est relativement récent, à l'exception de la période où l'Empire romain en avait fait son rempart nord contre les barbares, avec une frontière (le limes) ponctuée de forts, tels que Colonia Claudia Ara Agrippinensium (Cologne) ou Argentoratum (Strasbourg). Un bateau transportant des meules originaires de l'Eifel et qui coula à la Wantzenau au IIIe siècle apr. J.-C. constitue un des rares témoignages de la navigation à longue distance sur le Rhin à ces époques reculées. Entre la chute de l'Empire romain et la conquête de l'Alsace par Louis XIV, ce fleuve était une partie intégrante et un des ferments du monde germanique, qui le surnommait Vater Rhein, le « Rhin paternel ». Lors des travaux de corrections du Rhin alpin (XIXe) et du Rhin supérieur (1810-1865), la frontière est déplacée à plusieurs reprises, pour épouser le nouveau cours du Rhin.
Le Haut-Rhin, partie du fleuve qui coule d'est en ouest du lac de Constance à Bâle, forme l'essentiel de la frontière entre l'Allemagne et la Suisse.
Deux anciens départements brièvement créés sous Napoléon Ier — les Bouches-du-Rhin et le Rhin-et-Moselle — portent son nom.

### Le Rhin apprivoisé
Les travaux des géographes Fanny Arnaud et Laurent Schmitt ont montré, à partir de cartes et d'illustrations anciennes sur la section entre Kembs et Vieux-Brisach, le caractère récent du tracé rectiligne du Rhin. Jusqu'à la fin du XIXe siècle, le fleuve était divisé en de nombreux chenaux et bras morts que séparaient d'innombrables îles et îlots. Les aménagements humains s'étalent sur plus d'un siècle et les travaux de restauration écologique doivent tenir compte de cette histoire, faute de pouvoir trouver une situation de référence. Le polder de Söllingen et Greffern est aménagé pour réguler le cours du Rhin, et éviter des inondations en aval.

## Le Rhin dans la culture

### Les châteaux
En 2003, l’UNESCO a inscrit les 68 km de la vallée du Haut-Rhin moyen entre Bingen et Coblence sur le cours de Mittelrheintal dans la liste du patrimoine mondial avec le rocher de la Lorelei près de la ville de Sankt Goar. Sur les versants au bord du Rhin trônent les châteaux forts, au-dessus des vignes escarpées du Rheingau. Les touristes qui veulent faire l’expérience du romantisme sont attirés ici par le mythe de la Lorelei.

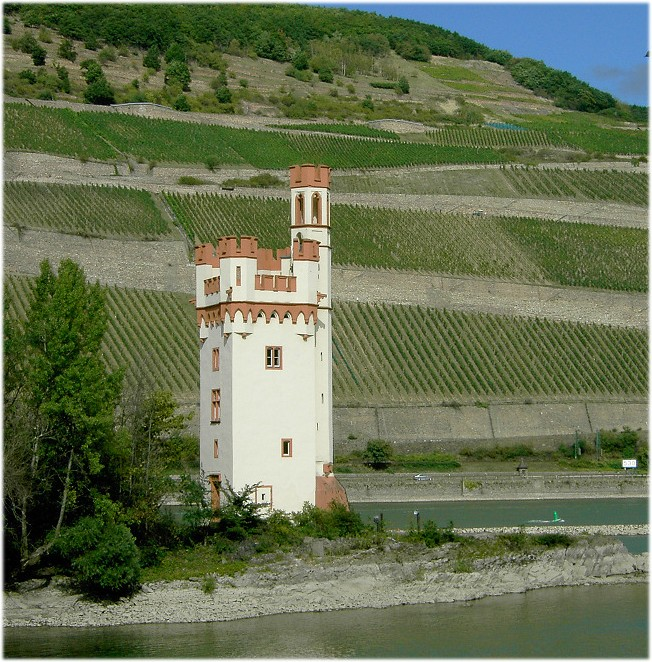
La Mäuseturm de Bingen.

La vallée du Rhin offre une importante concentration de châteaux. Demeures seigneuriales, châteaux défensifs, péages, protection des voyageurs, tous avaient leur utilité. Beaucoup perdirent leurs tours crénelées dans les incendies provoqués par l'armée française de Louis XIV puis, au XVIIIe siècle, lors des combats entre les révolutionnaires français et les émigrants nobles réfugiés à Coblence. C'est au XIXe siècle, avec la création de la Confédération germanique en 1815, qu'un grand nombre de châteaux furent reconstruits.

### En littérature
- Honoré de Balzac, L'Auberge rouge, 1831 : « Les deux jeunes gens s'étaient donc abandonnés à cette admiration profonde dont sont saisis les hommes instruits à l'aspect des rives du Rhin et des paysages de la Souabe, entre Mayence et Cologne ; nature forte, riche, puissamment accidentée, pleine de souvenirs féodaux, verdoyante, mais qui garde en tous lieux les empreintes du fer et du feu (…)[19],[20]. »
- Victor Hugo, Le Rhin, 1842 : « Il y a toute l'histoire de l'Europe (…) dans ce fleuve des guerriers et des penseurs, dans cette vague superbe qui fait bondir la France, dans ce murmure profond qui fait rêver l'Allemagne. Le Rhin réunit tout. »
- Guillaume Apollinaire, Mai : « Le mai le joli mai en barque sur le Rhin… »
- Alexandre Braun Quinze jours aux Bords du Rhin Impressions d'un touriste. Liège, Dessain, 1867, In-8, 90 p.

### En musique
- Richard Wagner l'Or du Rhin, première partie de la Tétralogie de l'Anneau des Niebelungen. (Das Rheingold)

### En bande dessinée
- Yoko Tsuno
  - Tome 2 « l'Orgue du diable », toute l'histoire se passe sur et à côté du Rhin. Vers le rocher de la Lorelei, le château du Katz, Sankt Goar, etc.
  - Tome 19 "L'Or du Rhin", toute l'histoire se trame autour du Rhin, du train Rheingold, et termine au château du Pfalz.

### Cinéma
- Paix sur le Rhin (1938),
- Le Passage du Rhin (1960),
- Un pont trop loin (1977),
- Rheingold, Gesichter eines Flusses, documentaire qui retrace le cours du fleuve depuis le ciel (2014)[21].

### Citations
- « Der Rhein, Deutschlands Strom, aber nicht Deutschlands Grenze. » « Le Rhin, fleuve de l'Allemagne, mais pas la frontière de l'Allemagne » (Ernst Moritz Arndt, qui répond à la doctrine française des frontières naturelles exprimée par la Convention).

## Économie
Le Rhin constitue depuis le Moyen Âge une exceptionnelle voie d'échanges commerciaux et une artère vitale de l'Occident. Entre Bâle et son estuaire, le Rhin traverse l'une des zones les plus densément peuplées d'Europe occidentale, historiquement riche en échanges mutuels. Ce secteur est le cœur de la dorsale européenne.
La vallée rhénane fut également le berceau de l'un des principaux sites de la révolution industrielle : la Ruhr, qui bénéficiait d'un important gisement de ressources minières et notamment de charbon, facile d'accès et favorable au développement de l'industrialisation.

### Navigation fluviale

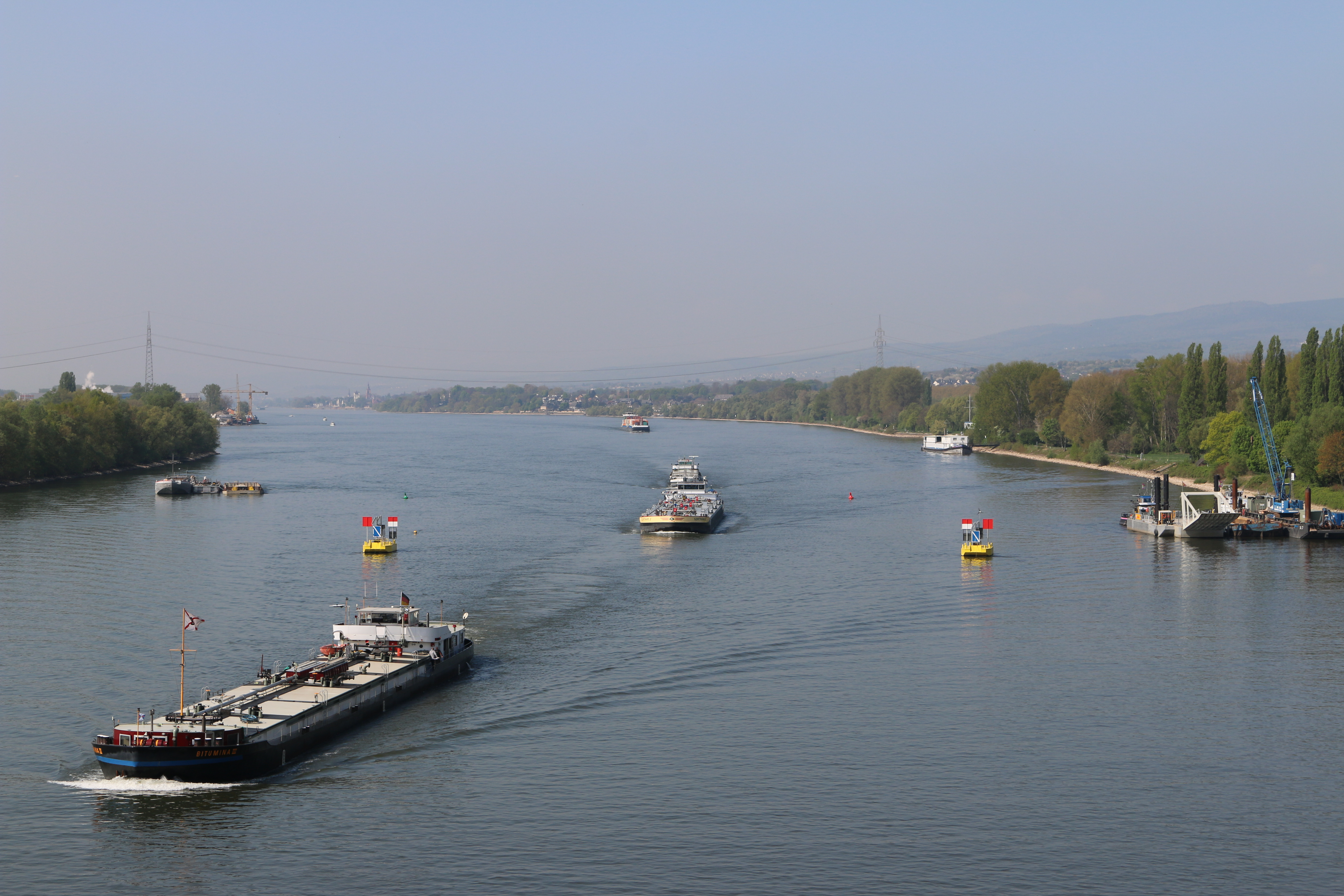
Péniches franchissant le chantier du pont de Schiersteiner.

L’Acte final du congrès de Vienne consacrait, en 1815, le principe de la liberté de navigation sur les cours d’eau internationaux.
En 1831, avec la première convention rhénane (la convention de Mayence, Mainzer Akte), les villes ont perdu le droit de pile. Depuis la convention de Mannheim de 1868, le Rhin est classé « eaux internationales » depuis le dernier pont de Bâle jusqu'à la mer du Nord, assurant à la Suisse un accès libre à la mer. Le siège de la Commission centrale pour la navigation du Rhin est à Strasbourg ; fondée en 1815 lors du congrès de Vienne, il s'agit de la plus ancienne organisation internationale.
Le tirant d'eau (profondeur de mouillage), la largeur et le tirant d'air (sous les ponts) du chenal de navigation se réduisent de l'aval vers l'amont. Le mouillage minimum (à l'étiage) passe de 2,8 mètres de profondeur des Pays-Bas à Krefeld, à 2,5 mètres de Krefeld à Coblence, 1,9 mètre jusqu'à Mayence puis 2,1 mètres jusqu'à Lauterbourg pour finir à 3 mètres jusqu'à Bâle (grand canal d'Alsace). De même, la largeur du chenal à l'étiage passe de 150 mètres des Pays-Bas jusqu'à Coblence, puis 120 mètres jusqu'à Ludwigshafen, 92 mètres jusqu'à Lauterbourg et enfin 88 mètres jusqu'à Bâle. Enfin le tirant d'air est à 8,6 mètres (à cause du pont Josef-Kardinal-Frings à Düsseldorf) jusqu'à Strasbourg, où le pont de l'Europe limite la navigation vers l'amont à 6,79 mètres.
Le transport fluvial sur le Rhin (de) est utilisé pour le vrac solide (charbon, minerai de fer, matériaux de construction, matériaux de récupération et produits agricoles), le vrac liquide (produits pétroliers et chimiques), les conteneurs (biens d'équipement et de consommation) ainsi que les passagers (lors de croisières fluviales touristiques). Bien que la navigation intérieure soit le seul mode de transport terrestre en Europe capable de transporter des conteneurs superposés (impossible sur les routes et voies ferrées européennes) et d'un coût réduit, la concurrence est forte avec les autres modes de transport plus flexibles. 180 millions de tonnes de marchandises ont été transportées sur le Rhin en 2010, y compris environ 1,9 million d'EVP.
Les principaux ports fluviaux sur le Rhin (de) sont de l'aval vers l'amont : Rotterdam, Dordrecht, Moerdijk, Nimègue, Duisbourg (le Duisburg-Ruhrorter Häfen, plus grand port fluvial du monde, fournissant charbon et minerai de fer à toute la Ruhr), Neuss-Düsseldorf (avec 680 000 EVP transbordés en 2010), Cologne (notamment pour les produits pétroliers et chimiques), Mayence, Ludwigshafen, Mannheim, Spire, Karlsruhe, Strasbourg (notamment pour les produits agricoles et les matériaux de construction), Ottmarsheim (port de Mulhouse) et les ports de Bâle (10 à 12 % de toutes les marchandises importées et un litre d’essence, de gazole ou de fioul domestique sur trois ou quatre atteignent la Suisse via les ports de Bâle).

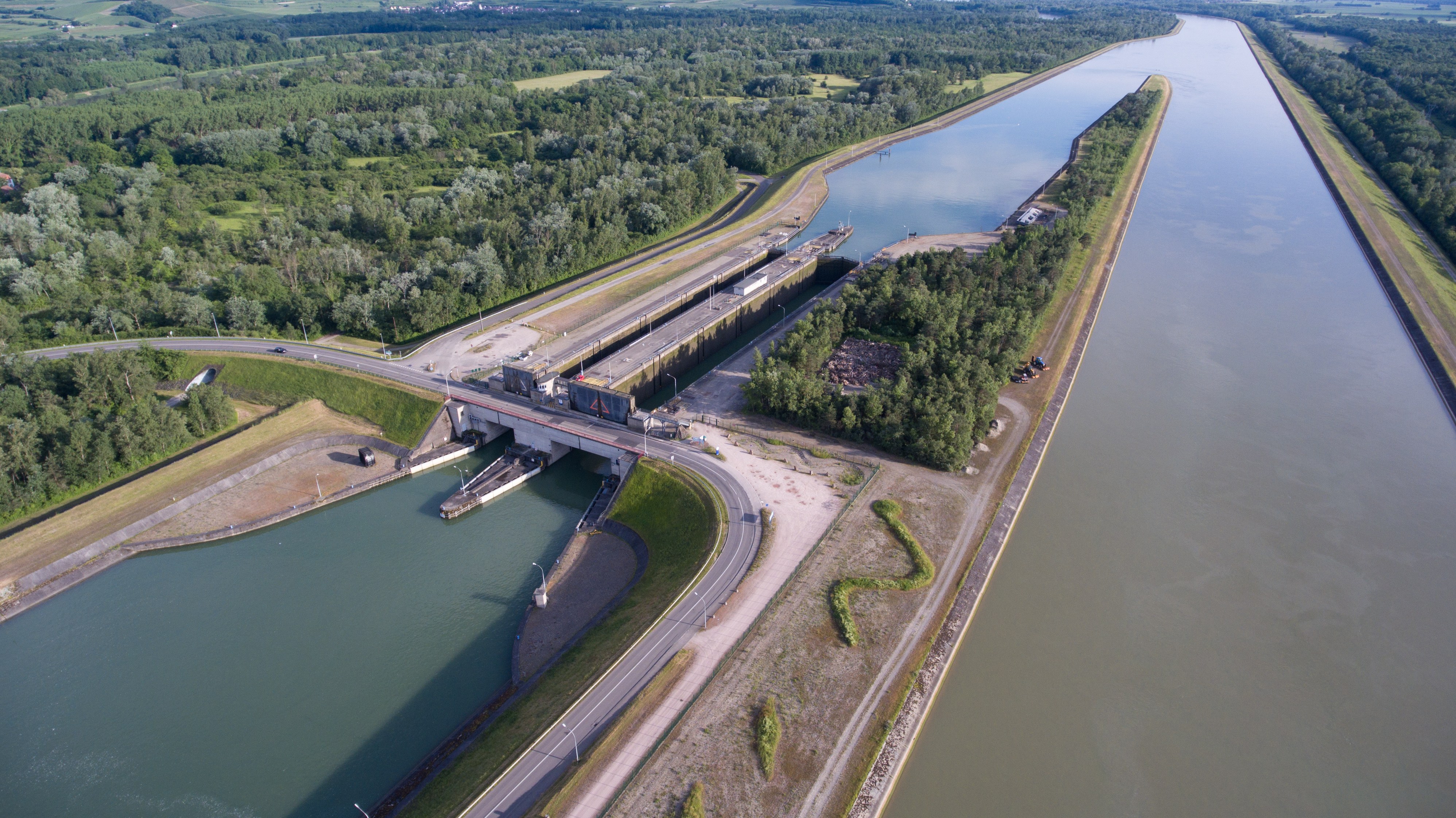
Écluses de Marckolsheim.

Le cours du fleuve est barré de douze écluses :
- Augst (CH, km 155) ;
- Birsfelden (CH, km 164) ;
- Kembs (F, km 179) ;
- Ottmarsheim (F, km 194) ;
- Fessenheim (F, km 210) ;
- Vogelgrun (F, km 225) ;
- Marckolsheim (F, km 240) ;
- Rhinau (F, km 257) ;
- Gerstheim (F, km 272) ;
- Strasbourg (F, km 288) ;
- Gambsheim (F, km 309) ;
- Iffezheim (D, km 333).

### Énergie

#### Hydroélectrique
Tout au long de son cours, l'énergie hydraulique du Rhin est utilisée pour produire de l'électricité, :

##### Rhin antérieur et postérieur
- Centrale hydroélectrique de Vorderrhein (Suisse)
- Centrale hydroélectrique de Hinterrhein (Suisse)

##### Rhin alpin
La centrale hydroélectrique de Reichenau (Suisse), située sur la commune de Domat/Ems, été mise en service en 1962. Elle fournit une puissance de 9 MW grâce à 2 turbines Kaplan.

##### Haut-Rhin
La centrale hydroélectrique de Schaffhouse (Suisse) a été mise en service en 1963. Elle fournit une puissance de 29 MW.
La centrale hydroélectrique de Rheinau (Suisse) a été mise en service en 1956. Elle fournit une puissance de 18,5 MW grâce à 2 turbines Kaplan.
La centrale hydroélectrique de Eglisau (Suisse) a été mise en service en 1919. Elle fournit une puissance de 6,7 MW grâce à 7 turbines Francis.
La centrale hydroélectrique de Reckingen (Allemagne) (administrativement rattachée à Küssaberg) a été mise en service en 1941. Elle fournit une puissance de 19 MW grâce à 2 turbines Kaplan.
La centrale hydroélectrique de Albbruck (Allemagne) a été mise en service en 1934. Elle fournit une puissance de 108 MW grâce à 3 turbines Kaplan et 1 turbine bulbe.
La centrale hydroélectrique de Laufenburg (Suisse) a été mise en service en 1914. Elle fournit une puissance de 106 MW et est placée sur une chute d'une hauteur de 10 m.
La centrale hydroélectrique de Säckingen (Allemagne) a été mise en service en 1970. Elle fournit une puissance de 74 MW.
La centrale hydroélectrique de Ryburg (Allemagne) (administrativement rattachée à Görwihl) a été mise en service en 1931. Elle fournit une puissance de 120 MW.
La centrale hydroélectrique de Rheinfelden (Argovie) (Suisse) a été mise en service en 2012. Elle fournit une puissance de 100 MW grâce à 4 turbines Kaplan,4 turbines Bulbes installées sur une chute de 6 à 9,1 m.
La centrale hydroélectrique de Rheinfelden (Baden) (Allemagne) a été mise en service en 1898. Elle fournit une puissance de 26 MW grâce à 8 turbines Kaplan, 6 turbines Bulbes et 6 turbines Francis installées sur une chute de 5 m. Elle a été détruite en 2011.
La centrale électrique d'Augst-Wyhlen (Suisse) a été mise en service en 1912. Elle fournit une puissance de 34 MW grâce à 2 turbines Francis et 7 turbines Straflo.
La centrale hydroélectrique de Birsfelden (Suisse) a été mise en service en 1954. Elle fournit une puissance de 100 MW.

##### Rhin supérieur
Quelques kilomètres en aval de Bâle, le Rhin se sépare en deux parties. C'est sur le grand canal d'Alsace que sont localisées les quatre premières centrales hydroélectriques françaises du Rhin :
- la Centrale hydroélectrique de Kembs (France)

La centrale de Kembs a été mise en service en 1932. Elle fournit une puissance de 160 MW grâce à 6 groupes turbines (2 Kaplan et 4 Hélice) installées sur une chute 14,2 m. En 2016, deux petites usines hydroéléctriques ont été ajoutées à Kembs, à l'amont du Grand Canal d'Alsace et en rive droite du barrage de Kembs ;
- la centrale hydroélectrique d'Ottmarsheim (France)

La centrale d'Ottmarsheim a été mise en service en 1952. Elle fournit une puissance de 160 MW grâce à 4 groupes turbines Kaplan installées sur une chute 15,5 m ;
- la centrale hydroélectrique de Fessenheim (France)

La centrale de Fessenheim a été mise en service en 1956. Elle fournit une puissance de 180 MW grâce à 4 groupes turbines Kaplan installées sur une chute 15,7 m ;
- la centrale hydroélectrique de Vogelgrun (France)

La centrale de Vogelgrun a été mise en service en 1959. Elle fournit une puissance de 140 MW grâce à 4 groupes turbines Kaplan installées sur une chute 12,3 m.
Une micro-centrale est construite sur le cours principal du Rhin.
- La centrale hydroélectrique de Brisach (France)

La micro-centrale de Brisach a été mise en service en 2008. Elle fournit une puissance de 3 MW grâce à 1 groupe turbine Bulbe installé sur une chute de 5,4 m.
En aval de Vogelgrun, le Rhin et le grand canal d'Alsace se rejoignent et 6 centrales sont présentes :
- La centrale hydroélectrique de Marckolsheim (France)

La 5e centrale rhénane a été mise en service en 1961. Elle fournit une puissance de 156 MW grâce à 4 turbines verticales Kaplan à 4 pales, installées sur une chute de 13,2 m. Elle est la première des centrales du Rhin à être équipée d'un barrage selon un aménagement de type en « feston ». Il en est de même des trois installations situées immédiatement en aval : Rhinau, Gerstheim et Strasbourg ;
- la centrale hydroélectrique de Rhinau (France)

La centrale de Rhinau a été mise en service en 1963. Elle fournit une puissance de 152 MW grâce à 4 turbines Kaplan installées sur une chute de 13,2 m ;
- la centrale hydroélectrique de Gerstheim (France)

La centrale de Gerstheim a été mise en service en 1967. Elle fournit une puissance de 141 MW grâce à 6 groupes type « bulbes » horizontaux installés sur une chute de 10,8 m ;
- la centrale hydroélectrique de Strasbourg (France)

La centrale de Strasbourg a été mise en service en 1970. Elle fournit une puissance de 141 MW grâce à 6 groupes types « bulbes » horizontaux installés sur une chute de 11 m ;
- la centrale hydroélectrique de Gambsheim (France)

La centrale de Gambsheim a été mise en service en 1974. Elle fournit une puissance de 108 MW grâce à 4 groupes types « bulbes » horizontaux installés sur une chute de 10,65 m. Pour la première fois sur le Rhin, l'écluse, la centrale, la digue de fermeture et le barrage sont construits côte à côte dans le lit du fleuve, d'où le nom d'« aménagement en ligne ». Cette architecture est également mise en œuvre sur le site d'Iffezheim ;
- la centrale hydroélectrique d'Iffezheim (Allemagne)

La centrale d'Iffezheim a été mise en service en 1977. Elle fournit une puissance de 148 MW grâce à 5 bulbes installés sur une chute de 11,8 m.
Le site d'Iffezheim est principalement situé en territoire allemand, contrairement aux autres installations hydroélectriques d'Alsace.

#### Énergie nucléaire
Plusieurs centrales nucléaires ont été construites sur les bords du Rhin, dont elles utilisent l'eau pour leur circuit de refroidissement. Parmi elles, seule la centrale nucléaire de Leibstadt ( Suisse) est encore en activité.

## Écologie
Tout au long de son cours la qualité de l'eau du Rhin est contrôlée. La France a installé une station d'alerte à Huningue, à l'entrée du Rhin en territoire français, tandis que les Pays-Bas contrôlent en continu la qualité de l'eau du Rhin qui entre dans leur pays dans la station d'alerte de Lobith.
On retrouve des résidus de médicaments. Selon l'université de Bâle, le Rhin rejette à la mer 191 millions de particules de plastique flottantes chaque jour,.
Bérangère Abba, en tant que secrétaire d'État, annonce en 2021 que les barrages de Rhinau et Marckolsheim seront équipés de passes à poisson, pour assurer la continuité écologique du fleuve.

### Pollution saline
Les mines de potasse d'Alsace, exploitées de 1904 à 2002, ont eu à traiter les masses de sels résiduaires du traitement de la potasse à hauteur de quelque 6 millions de tonnes par an. Ils ont d’abord été systématiquement mis en terrils puis, à partir de 1934, en majeure partie dissous et rejetés dans le Rhin sous forme de saumures par un canal ouvert dit « saumoduc ». Ces rejets massifs ont donné lieu à des doléances du gouvernement néerlandais à partir de 1961 (déclaration des Pays-Bas à la conférence de Genève sur la pollution des eaux), car éviter une salinité excessive du Rhin représente un enjeu vital pour l'agriculture néerlandaise. Ce conflit diplomatique aboutit à une convention franco-néerlandaise pour réguler au mieux les déversements de chlorures dans le Rhin. Les rejets sont aujourd'hui encadrés par une convention signée en décembre 1976 à Bonn par les membres de la Commission Internationale pour la protection du Rhin contre la pollution,.

### Pollution chimique
La nuit du 31 octobre 1986, à Bâle, un incendie se déclare dans un entrepôt des laboratoires Sandoz. Près de 1 250 tonnes de produits chimiques brûlent, dont des quantités importantes (non chiffrable) de substances toxiques[réf. souhaitée]. Les équipes de pompiers luttent cinq heures d'affilée pour éteindre l'incendie. Mais, l'eau utilisée pour éteindre les flammes, chargée de substances toxiques, retourne au Rhin et le contamine. Les poissons meurent par milliers et dans toute la région l'approvisionnement en eau potable doit être stoppé. Pour l'écosystème, l'événement est difficilement quantifiable ainsi que les conséquences à long terme[réf. souhaitée]. Après Schweizerhalle, tous les États riverains du Rhin se sont notamment assurés que les entreprises situées dans le bassin versant du fleuve avaient amélioré les mesures de sécurité. Depuis lors, les accidents ont fortement diminué sur le Rhin[réf. souhaitée].